# Европейская культура

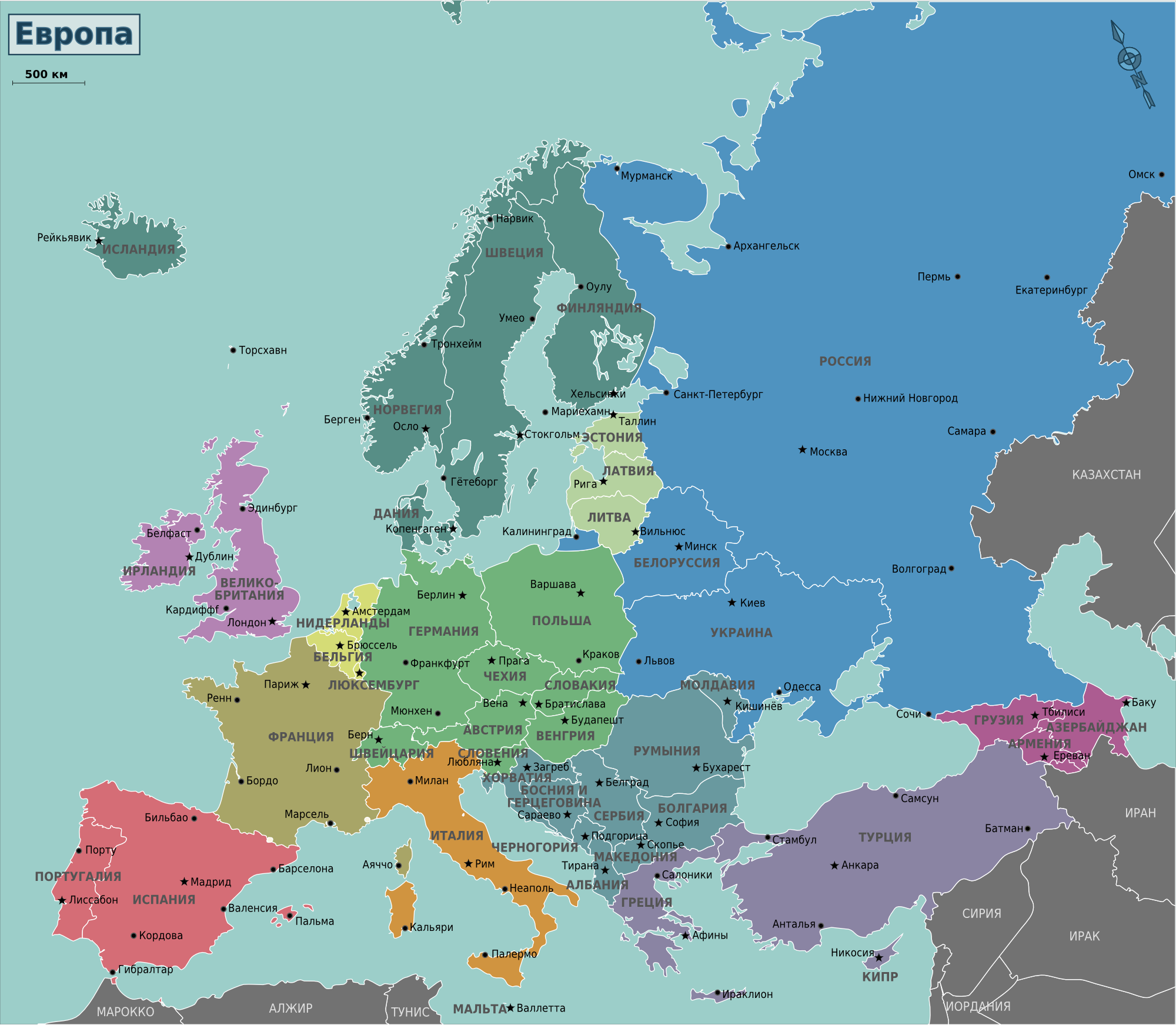
Европа

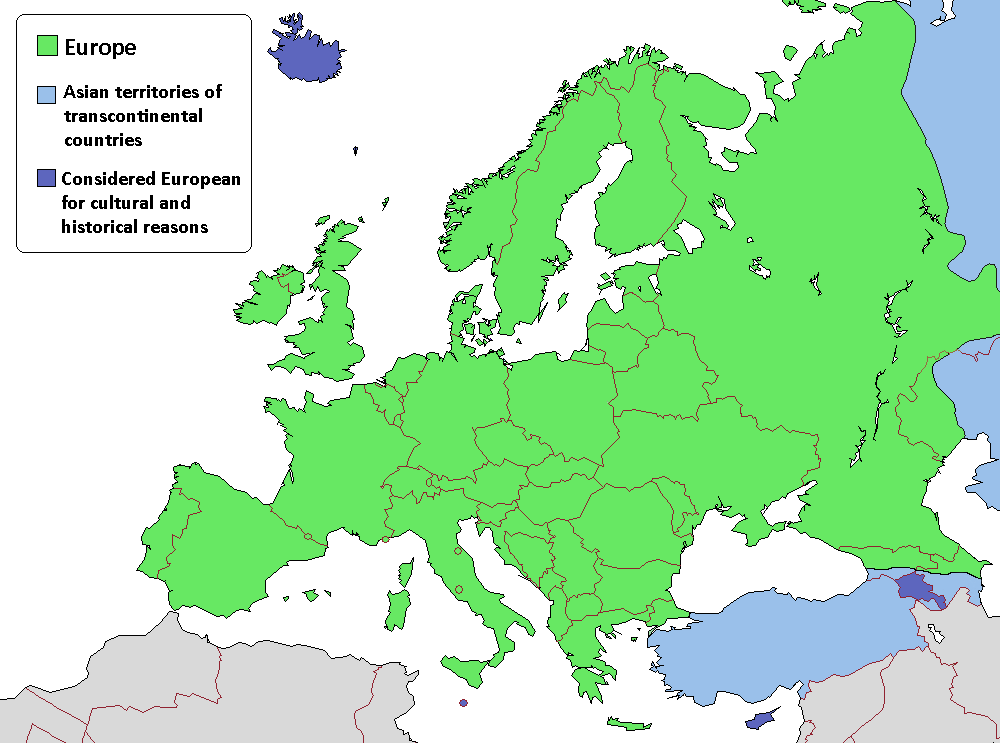
Определения Европы

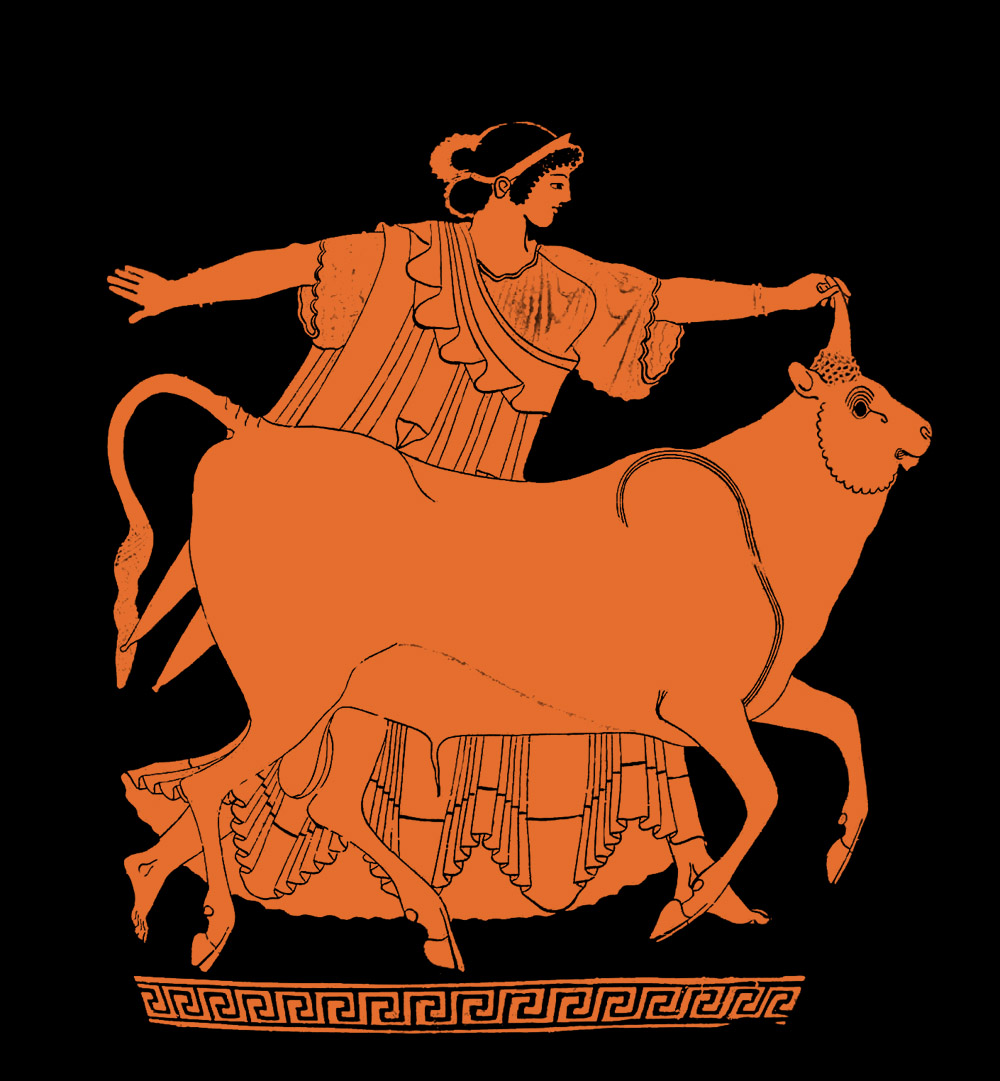
Изображение Европы и Быка на греческой вазе, около 480 г. до н. э. Национальный археологический музей Тарквинии, Италия

Культура Европы — искусство, архитектура, кинематограф, музыка, экономика, литература и философия, возникшие на европейском континенте.
Европейская культура основывается на «общем культурном наследии» европейских стран.

## Определение

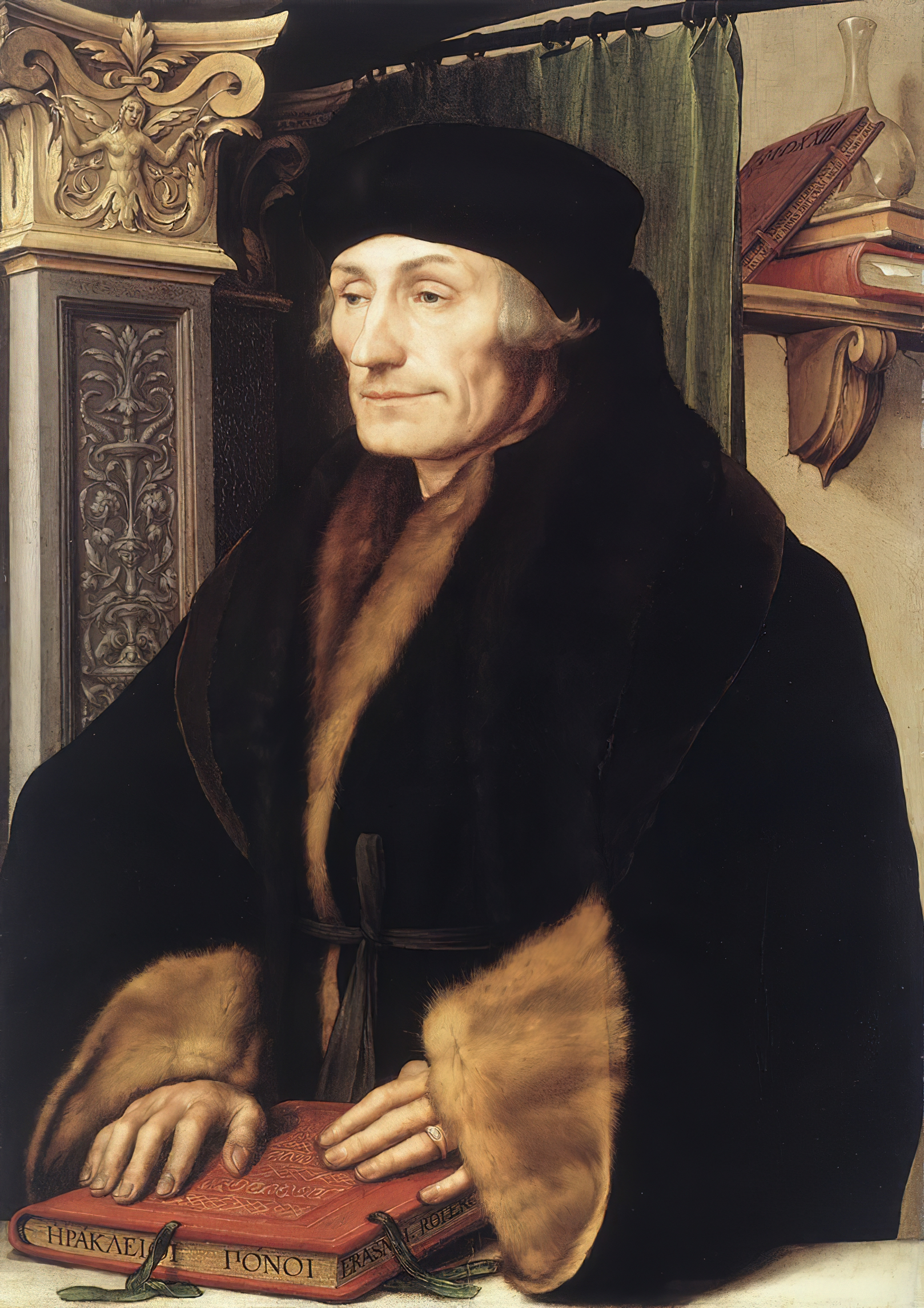
Эразм Роттердамский

Из-за большого количества подходов и точек зрения по этому вопросу, невозможно сформировать единую, всеобъемлющую концепцию европейской культуры. Тем не менее, существуют некоторые ключевые элементы, считающиеся культурной основой современной Европы. Список этих элементов, приведённый немецким социолингвистом Клаусом Бохманном, включает:
- Общее культурное и духовное наследие, основанное на греко-римской античности, христианстве, иудаизме, Ренессансе и его гуманизме, политическом мышлении эпохи Просвещения и Французской революции, а также событиях современности, включая все виды социализма;
- Богатая и динамичная материальная культура, распространившаяся на другие континенты в результате индустриализации и колониализма во время «Великого расхождения»;
- Концепция индивидуализма, которая выражается в существовании и уважении закона, гарантирующего права человека и свободу личности;
- Множество государств с разными политическими порядками, подпитывающие друг друга новыми идеями;
- Уважение к народам, государствам и нациям за пределами Европы.

Ян Бертинг, почётный профессор социологии и социальной политики Университета Эразма Роттердамского, утверждает, что эти точки соответствуют «наиболее позитивным реалиям Европы». Понятие европейской культуры в целом связано с классическим определением западного мира. В этом определении западная культура представляет собой совокупность литературных, научных, политических, художественных и философских принципов, отличающих её от других цивилизаций. Большая часть этого набора традиций и знаний собрана в западном каноне Этот термин применяется и к тем странам, на историю которых повлияла европейская иммиграция или расселение в XVIII и XIX веках, таким как Америка и Австралазия.
Лауреат Нобелевской премии по литературе Томас Стернз Элиот в своей книге «Примечания к определению культуры» 1948 года признал выдающееся влияние христианства на европейскую культуру: «Именно в христианстве развивались наши искусства; именно в христианстве законы Европы — до недавнего времени — укоренились».

## Искусство

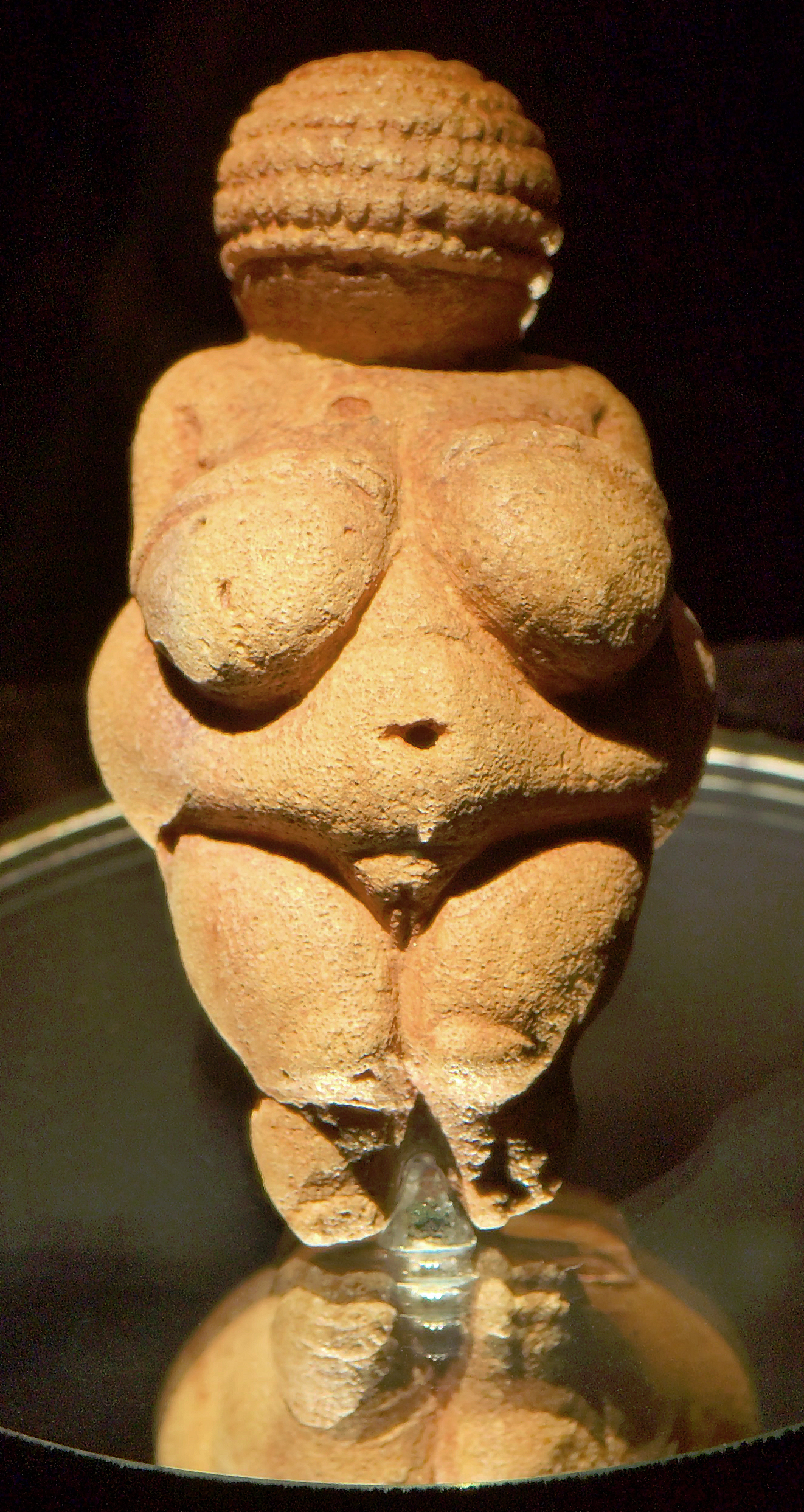
Венера Виллендорфская, статуэтка 25 тысячелетия до н. э., Музей естествознания (Вена). Пример доисторического искусства

### Доисторическое искусство
Сохранившееся европейское первобытное искусство в основном представлено статуэтками и наскальной живописью. К этому искусству относятся так называемые Венеры палеолита (доисторические статуэтки женщин), в том числе древнейшее из известных науке изображение тела человека, Венера из Холе-Фельс, датируемая периодом 40 000 — 35 000 лет до н.э. Статуэтка была найдена близ немецкого города Шельклинген. Найдена также статуэтка человекольва, возрастом около 32 000 — 40 000 лет до н.э. Это одна из древнейших известных статуэток, самая древняя зооморфная скульптура.
В раннемадленское время, когда статуэтки в основном исчезают, широко распространяется резьба по кости или камню, а в середине мадлена — различного рода рельефы и крупная круглая скульптура, но преимущественно во франко-кантабрийском регионе. Сюжетами этих изображений по-прежнему являются объекты охоты — олень, лошадь, дикий бык. Так, например Плывущие олени (11 000 — 13 000 лет до н. э.) являются одним из лучших образцов резьбы по кости из мадленской культуры. Кости и рога животных часто используются в искусстве верхнего палеолита.
Наскальные гравировки, рельефы и живопись обнаружены главным образом на юге Франции и севере Испании. Это гроты Дордони, пещеры в Пиренеях. В некоторых из них найдены десятки и сотни изображений. Самые известные из пещер — Альтамира и Эль-Кастильо в Испании, Ласко и Фон-де-Гом во Франции. Техника изображения различна: комбинация гравировки и живописи. Первоначально использовались контурные рисунки, иногда с однотонной закраской всего изображения. Затем гравировка выходит из употребления, а живопись развивается в направлении многоцветных изображений, с попытками дать представление о перспективе и о движении животного, которое остаётся основным сюжетом изображения. Человеческие фигуры в этом искусстве редки.
В Европе выделяют три области верхнепалеолитического искусства. Наиболее богат франко-кантабрийский регион. Для него характерны более или менее реалистические изображения животных и гравировка на стенах и потолках гротов и пещер. Средиземноморская область — преимущественно Италия, где палеолитическое искусство имеет определённую тенденцию к схематизации и геометризму. Восточная область простирается от Центральной Европы до Сибири. Для неё характерны мелкая пластика, геометрическая орнаментация и гравировка на скалах, но и здесь представлена пещерная живопись — изображения мамонтов, лошадей и других животных (Капова пещера на Урале, Астувансалми на берегу озера Сайма в Финляндии).
Наскальные рисунки Средиземноморского побережья Испании образуют особую группу из более чем 700 мест на восточном побережье Испании, содержащих образцы наскального искусства с человеческой фигурой в центре внимания. Рисунки представляют собой небольшие схематичные фигуры людей и животных; изображений растений практически не встречается. Доисторическое кельтское искусство — ещё одна особая группа искусства Европы времён железного века. Немецкий археолог Отто Тишлер разделил культуру кельтов на три основных периода: гальштатская культура, ранний, средний и поздний латен. Деление на временные отрезки кельтской культуры является условным, что подтверждают изыскания археологов. В раскопках захоронений кельтов, найденных в Снеттишеме, Шотландия (Snettisham, Kings Lynn Norfolk), были найдены элементы декора и украшения, типичные для эпохи железного века, хотя находка датировалась средним латеном. Поэтому среди учёных остаётся актуальной дискуссия о том, являлось ли золото континентальных кельтов фракийским. Один из артефактов — Котёл из Гундеструпа, датируется I веком до н. э. и является крупнейшим серебряным кладом (диаметр 69 см, высота 42 см) эпохи железного века в Европе.
Большинство исследователей выделяют докельтский период (Гальштатская культура) и Латенскую культуру кельтов, которая, в свою очередь, разделена на 2 периода: ранний и поздний. Закат кельтского искусства — раннее средневековье. Когда римляне завоевали кельтские территории, кельтское искусство исчезло, за исключением Британских островов, где оно повлияло на гиберно-саксонское искусство раннего средневековья.

### Античное искусство

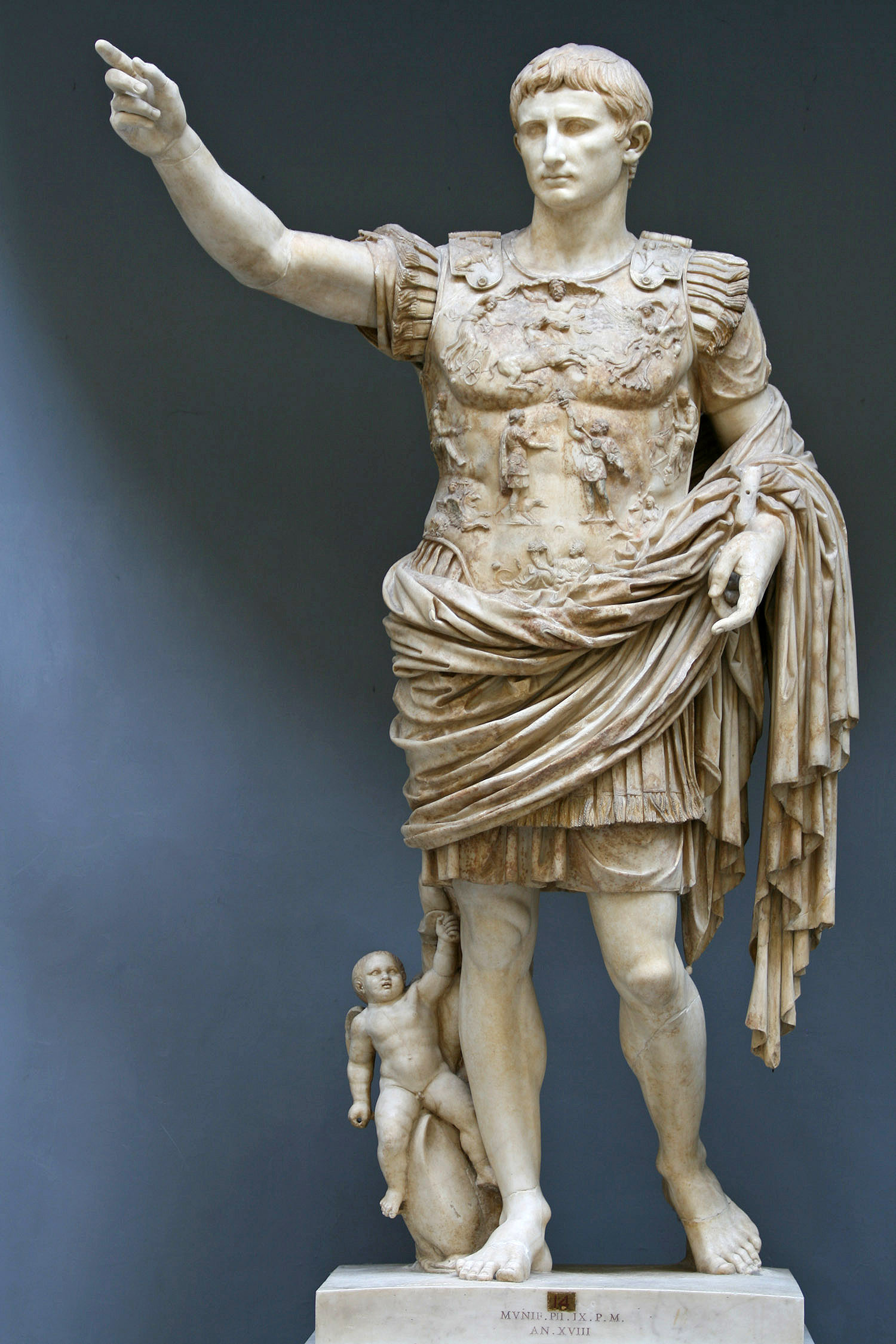
Август из Прима-Порта, статуя императора Августа, 1 век нашей эры, музей Ватикана. Пример римского искусства

Древнегреческое искусство выделяется среди других древних культур развитием естественных, но идеализированных изображений человеческого тела. В центре внимания — обнажённые мужские фигуры.
Эпоха блестящего расцвета культуры и искусства охватывает первую половину II тыс. до н. э., когда главенствующее место занимает остров Крит, где в начале XX в. археологом Артуром Эвансом был обнаружен знаменитый Кносский дворец. Особенностью строительной техники дворца, возведенного из камня и кирпича-сырца, являются деревянные колонны на каменном основании, расширяющиеся вверх. Стены парадных залов дворца были украшены фресками с изображениями человеческих фигур, животных и растений. Ранний период древнегреческой истории принято называть гомеровским (XI—VIII вв. до н. э.), поскольку об особенностях жизни греков судить приходится преимущественно по поэмам Гомера, так как иных свидетельств того времени практически не сохранилось. Данный период представлен в основном керамическими изделиями — глиняными сосудами, украшенными геометрическим орнаментом, в котором каждый знак имел особое символическое значение. Чернофигурная керамика (VII—IV века до н. э.) и последующая краснофигурная керамика (530 г. до н. э. — конец IV в. до н. э) —известные образцы древнегреческого декоративного искусства. Скульптура в эпоху архаики (между 750 и 480 гг. до н. э.) проходит стремительный путь развития — от примитивного по форме и очень условно обработанного каменного блока к объёмным фигурам с детально выполненными лицами, прическами, складками одежд.
Римское искусство находилось под влиянием Греции и может считаться наследником древнегреческой живописи и скульптуры. Первые непосредственные контакты Рима с изобразительной культурой эллинизма восходят к III веку до н. э. В II в. до н. э., после покорения Греции, контакты стали интенсивными. В следующем столетии, при императоре Августе, классическое искусство получило статус государственного (августовский классицизм). Римом перенималась практика греков в декоративной отделке применительно к традиционным римским формам. Строгость греческих орнаментов здесь подменяется плавностью и природной естественностью. Римское искусство также находилось под сильным влиянием этрусского искусства Италии. Римская скульптура — это прежде всего римский скульптурный портрет, изображающий представителей высших слоёв общества и богов. Римляне считали скульптуру высшей формой искусства, но живопись также очень высоко ценилась. Сохранились римские фрески, многие из которых расположены на виллах в Кампании, на юге Италии, в Помпеях и Геркулануме. Классификацией фресок в Помпеях занимался немецкий ученый Август Мау. Он выделил 4 стиля помпейских фресок: «инкрустационный» (200—80 гг. до н. э.). В это время стены домов в Помпеях принято было облицовывать рустом, камнем с необработанной поверхностью, украшать лепниной, а также делать вставки из мрамора или имитировать мраморную поверхность с помощью рисунка. На смену ему пришел «архитектурно-перспективный» стиль (80—15 гг. н. э.). Стены жилищ в это время украшались рисунками с изображением колонн, окон, соседних зданий и уходящего вдаль пейзажа. Впоследствии композицию стали дополнять фигурами людей, сценами на фоне пейзажа. 3й стиль — «орнаментальный», или «канделябрный», или «египетский» (15—62 гг. до н. э.). Колонны и прочие детали строений сменились лёгким орнаментом. Также были распространены длинные гирлянды из листьев и цветов. Иногда в центре стены, украшенной орнаментом, помещалась небольшая картина. В 30 г до н. э. в состав Римской империи вошёл Египет, и влияние египетского искусства нашло отражение и в фресковой живописи Помпей: стены жилищ украсились изображением сфинксов, цветов лотоса, цапель, зимородков, египетских богов. В 62 году произошло землетрясение. Многие жилища в Помпеях пострадали, но люди, вместо того, чтобы перебираться на новое место, восстановили поврежденные дома и расписали стены по новой моде. Так возник помпейский стиль, просуществовавший до 79 года. Этот стиль называют «фантастическим», или «иллюзорным». В нём присутствуют элементы 2-го и 3-го стилей. Как правило, на фресках изображены мифологические сцены на фоне фантастических, условных строений, гротескных пейзажей, создающих впечатление декораций и театрального действия.
Раннехристианское искусство — катакомбная живопись (конец II — начало IV в.) продолжает традиции провинциальной римской живописи. Подавляющее большинство сюжетов палеохристианской живописи восходит к античной традиции вплоть до изображения конкретных мифологических сцен, таких, как Геракл в саду Гесперид или Орфей, зачаровывающий животных. Конвергенция позднеримского и раннехристианского находит такое же отражение в литературе. «Дворцовое» искусство IV века было важнейшей фазой формирования христианской иконографической традиции, когда средствами пока ещё имперского искусства, его «иконографическими формулами», производилась изобразительная интерпретация «чисто христианского материала». В V веке произойдет «фундаментальная модификация» христианского искусства, но даже в позднейшие времена и даже на уровне литургического обихода, богослужебной обрядности и просто молитвенной практики искусство IV века оставит «незабываемое впечатление».

### Средневековое искусство

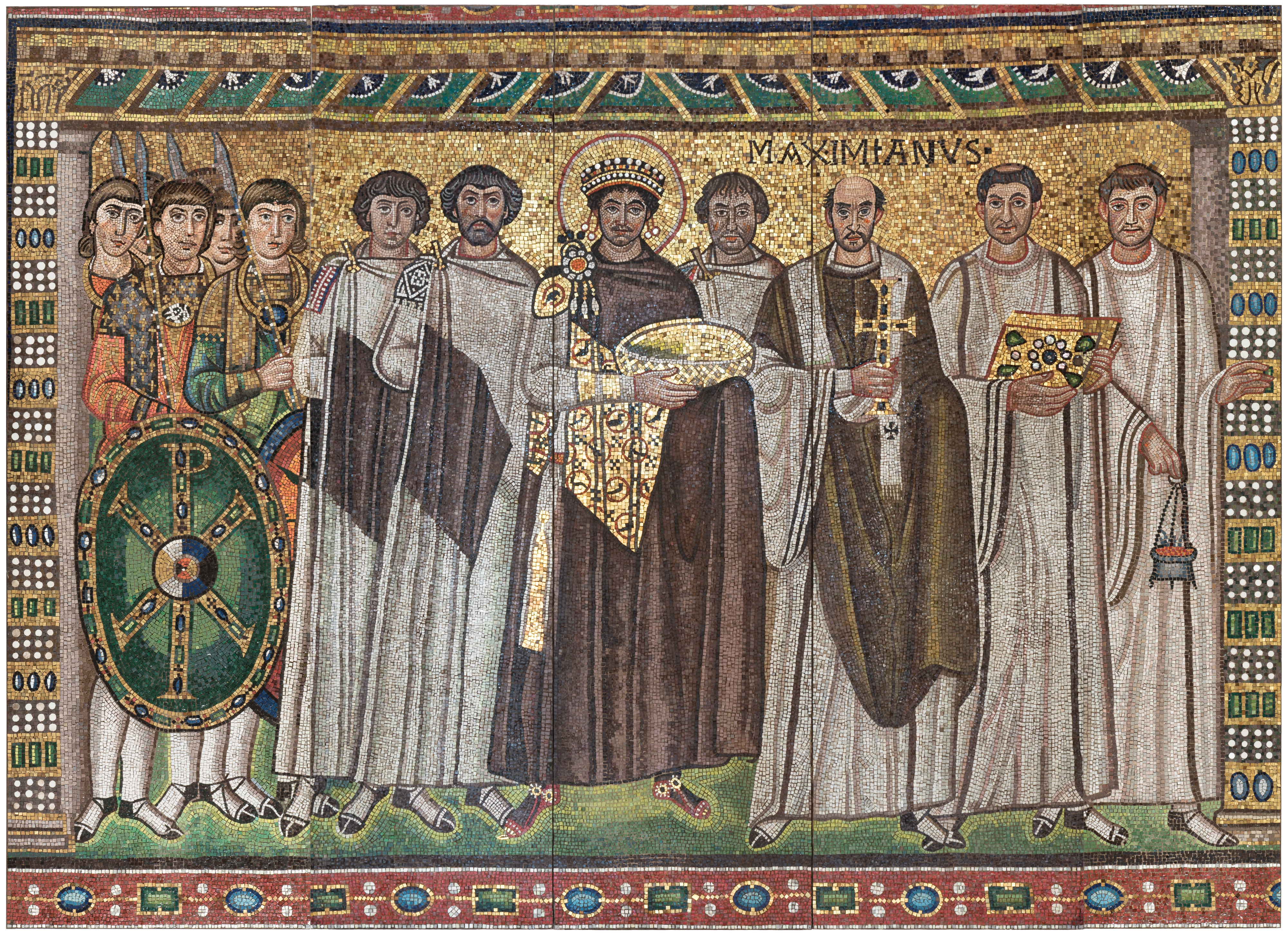
Император Юстиниан и его свита. Мозаика из церкви Сан-Витале в Равенне. Пример византийского искусства

В Средневековом европейском искусстве можно выделить два больших направления: византийское искусство Восточной Римской империи и готическое искусство, появившееся в Западной Европе в тот же период.
Византийское искусство. В ранневизантийском периоде (527—565 гг.) продолжалась жизнь позднеантичной культуры в условиях утверждения и повсеместного распространения христианства в Восточной Римской империи. Искусство сосредотачивается на воплощении божественного идеала, сохраняя при этом богатейший арсенал унаследованных от античности выразительных средств. Монументальное византийское искусство посвящает себя религии и империи. Эти две темы часто объединяются, как в портретах византийских императоров, украшавших интерьер церкви Святой Софии VI века в Константинополе. В иконоборческий период (VIII — начало IX века) тысячи икон, а также мозаики, фрески, изваяния святых и расписные алтари во многих храмах Византии были уничтожены. Период Македонского возрождения (867—1056) принято считать классическим периодом византийского искусства. XI век стал высшей точкой расцвета. Сведения о мире черпались из Библии и из произведений древних авторов. При императорах династии Комнинов (1081—1185) наблюдается Комниновское возрождение. Возрождение эллинистических традиций произошло во время Палеологовского возрождения (1261—1453).
Византийцы унаследовали раннехристианское недоверие к монументальной скульптуре в религиозном искусстве и создали только рельефы, в небольшом количестве сохранившиеся до настоящего времени. Это резко контрастирует со средневековым западным искусством, где монументальная скульптура развивалась на традициях искусства Каролингов. Так называемые «малые формы искусства» также были очень важны в византийском искусстве. В связи с запретом на скульптурные изображения в Византии широкое распространение получили рельеф и мелкая пластика. Так, в ознаменование вступления в должность и по случаю Нового года консулами в качестве подарков официальным лицам и друзьям рассылались консульские диптихи. На протяжении всей византийской эпохи в больших количествах производились ювелирные изделия, шкатулки с резьбой по камню (такие, как ларец Вероли), византийские эмали, стекло, византийский шёлк.
Искусство германцев в IV—V вв. н. э., получило толчок к развитию в Северном Причерноморье. Художественное мировоззрение и стиль новой эпохи рождались на стыке восточной кочевнической (сначала сармато-аланской, затем гуннской), готской, пришлой с севера, и сохранявшейся в городах Боспора позднеримской традиции. В нём соединялись варварская традиция «звериного стиля» и античная технология перегородчатых эмалей, что создавало так называемый «полихромный, или инкрустационный стиль» IV—V веков. Массивные золотые украшения, в том числе первые произведения со скифской и германской «звериной орнаментикой» распространились с востока на запад и с юга на север, где продолжалось развитие искусства эпохи Великого переселения народов. В этот период в результате слияния англосаксонского и кельтского искусства развивается британское островное искусство. После христианизации искусство эпохи Великого переселения переросло в различные школы раннесредневекового искусства в Западной Европе, которые обычно классифицируются по регионам. Так, выделяют англосаксонское искусство и искусство Каролингов. Затем развились общеконтинентальные стили романского и готического искусства.
Романское искусство и готика преобладали в Западной и Центральной Европе примерно с 1000 года до появления изобразительного искусства Возрождения в XV веке (и позже, в зависимости от региона). На романский стиль большое влияние оказали византийское и островное искусство. Особенно заметным стало религиозное искусство — церковные скульптуры, иллюминированные рукописи. Искусство того периода характеризовалось очень энергичным стилем как в скульптуре, так и в живописи. Цвета были очень яркими, выразительными. В этот период стали широко использоваться витражи. В рукописях инициалы украшались виньетками и узорами, фигурами людей и животных. Композиции обычно имели небольшую глубину и должны были быть достаточно гибкими, чтобы помещаться в пространство капителей колонн и церковных тимпанов. Это сковывание тесных рамок, из которых иногда выскальзывает композиция, является постоянным лейтмотивом в романском искусстве. Фигуры часто различались по размеру в зависимости от их важности, а ландшафтные фоны были ближе к абстрактным украшениям, чем к реализму.
Готическое искусство появилось на севере Франции на рубеже XII и XIII веков. Одновременно с этим на смену романской архитектуре пришла готическая. Готика распространилась во всей Западной Европе и большей части Южной и Центральной Европы. В конце XIV века в архитектуре появился сложный стиль пламенеющей готики. В живописи ему соответствовала интернациональная готика, существовавшая до конца XV века. Во многих областях, особенно в Англии и Германии, искусство поздней готики просуществовало до XVI века. Готическое искусство часто носило типологический характер, иллюстрируя сцены Нового и Ветхого Завета. Часто изображалась жизнь святых. Византийские культовые образы Девы Марии превратились в ласковую мать, часто демонстрирующую манеры утончённой леди.
Светское искусство появилось в готический период вместе с созданием буржуазного класса, который мог позволить себе покровительствовать искусству. Образование и растущий объём светской «народной» литературы способствовали появлению светских тем в искусстве. С ростом городов появились купеческие гильдии, художники и скульпторы часто становились членами гильдии художников — в результате, благодаря ведению учёта, в этом периоде нам известно больше имён художников, чем за все предыдущие периоды.

### Искусство Возрождения

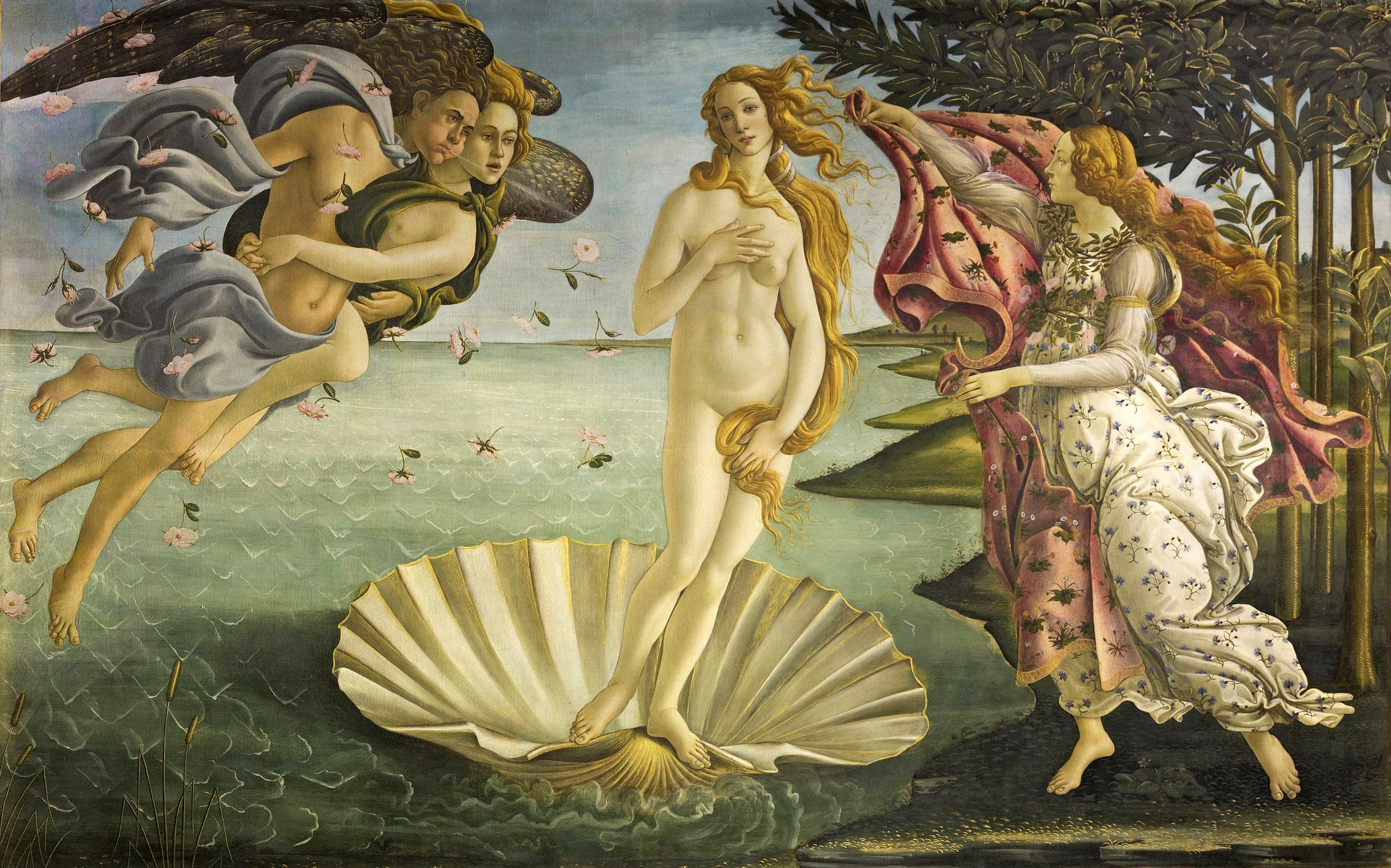
Рождение Венеры, Сандро Боттичелли, ок. 1485. Галерея Уффици, Флоренция. Пример искусства эпохи Возрождения

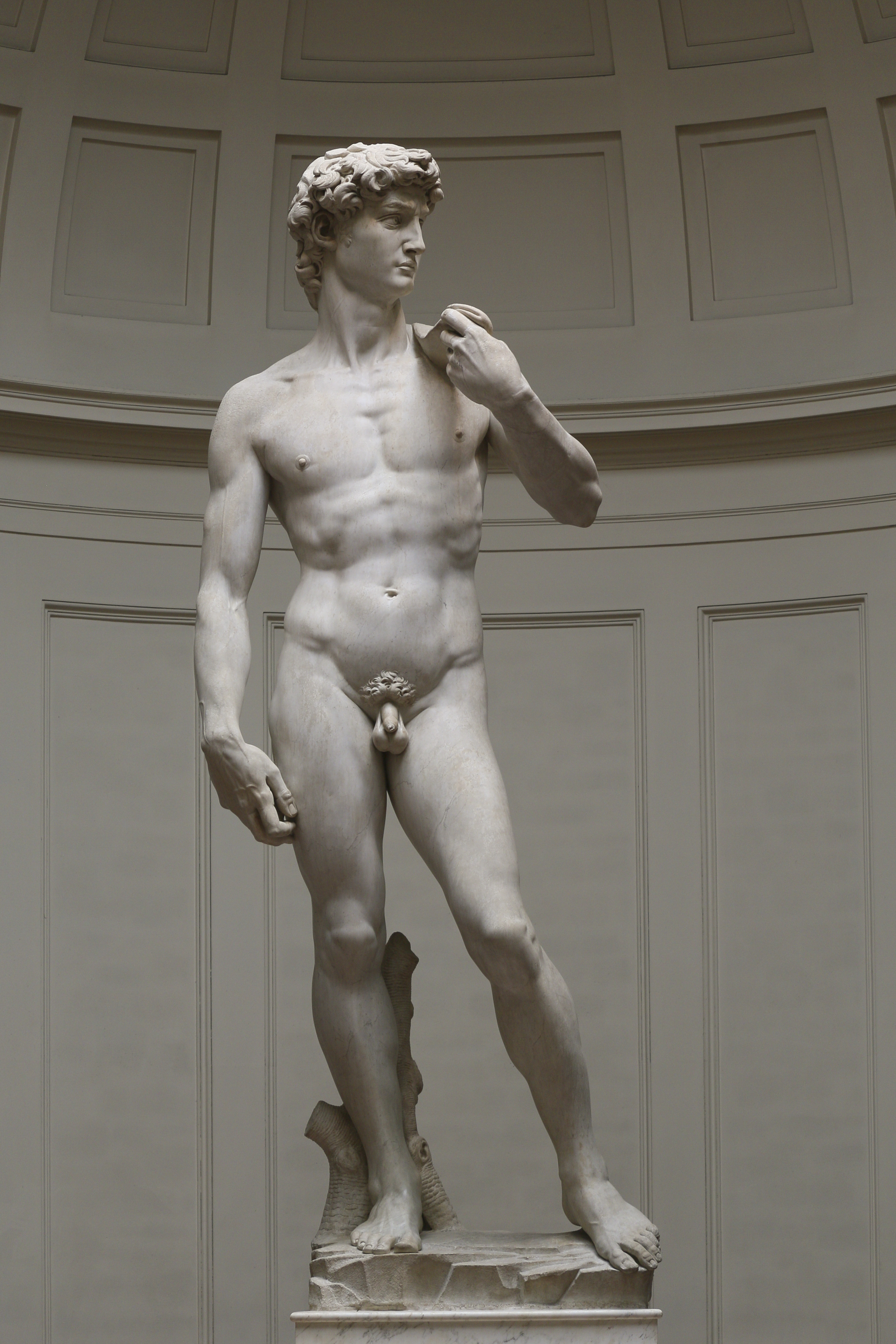
Давид (Микеланджело)

Искусство эпохи Возрождения возникло как особый стиль в северной Италии примерно в 1420 году. Новая культурная парадигма возникла вследствие кардинальных изменений общественных отношений в Европе, что оказало влияние на философию, литературу, музыку и науку. Новое мировоззрение обратилось к античности, видя в ней пример гуманистических, неаскетичных отношений. Помимо античности, на искусство Возрождения также повлияло искусство Северной Европы и новые научные знания. Художники эпохи Возрождения изображали в своих произведениях самые разные темы. Были очень популярны алтарные картины, циклы фресок и небольшие работы для личного пользования. Художники как в Италии, так и в северной Европе часто обращались к «Золотой легенде» Иакова Ворагинского (1260) — собранию христианских легенд и занимательных житий святых, вдохновлявшему средневековых художников. Интерес к классической античности и ренессансному гуманизму вдохновил художников к созданию многих мифологических и исторических картин. На декоративный орнамент, часто используемый в архитектурных элементах, повлияли классические римские мотивы.
Для искусства эпохи Возрождения характерно использование пропорций и линейной перспективы, ракурса для создания иллюзии глубины, сфумато — техники смягчения резких контуров путём тонкого смешения тонов, светотени — использования сильного контраста между светом и тенью, для создания иллюзии глубины или трёхмерности.

### Маньеризм, барокко и рококо

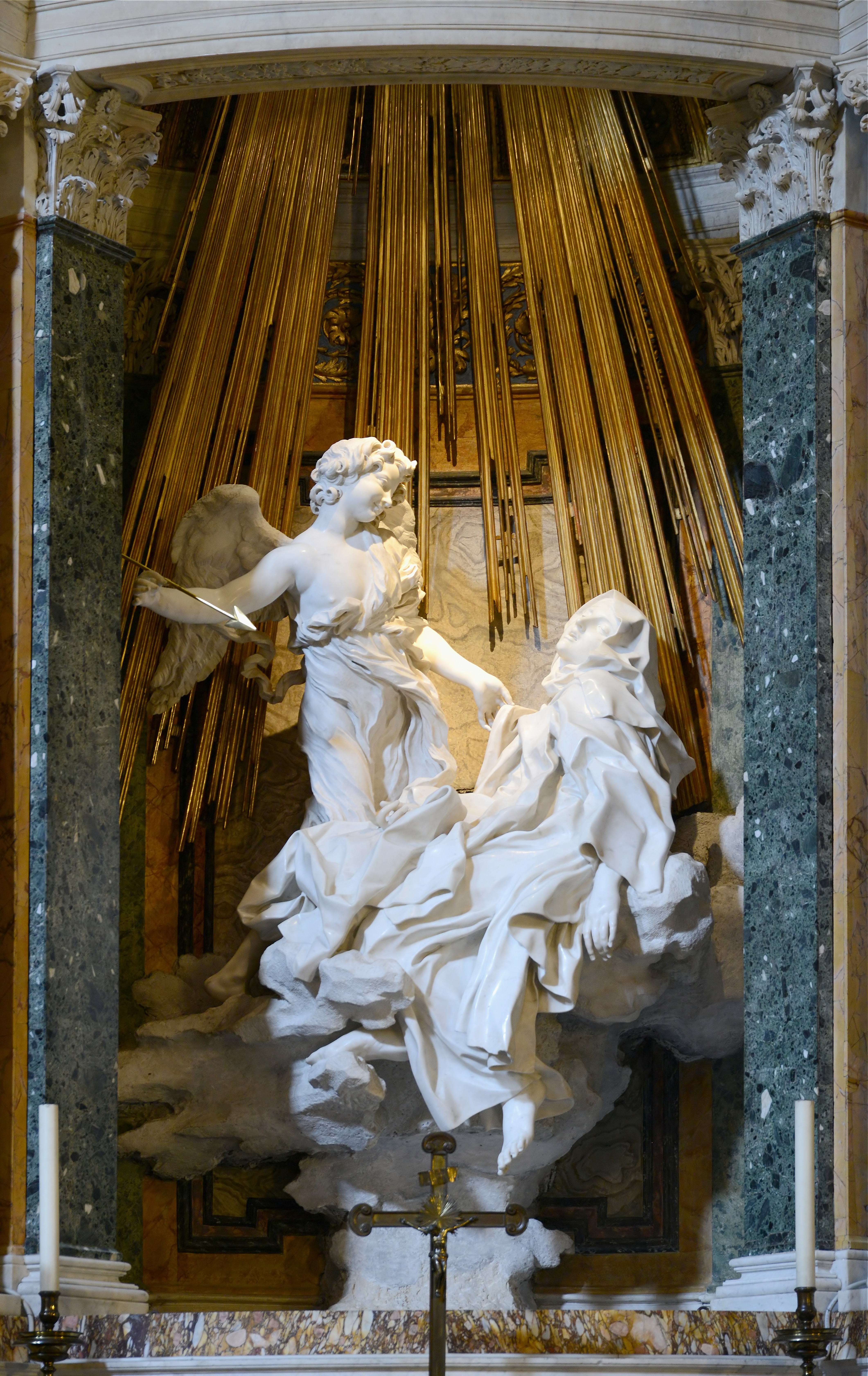
Экстаз святой Терезы, Джованни Лоренцо Бернини, 1647—1652 гг, в Санта-Мария делла Виттория, Рим. Скульптура Барокко

Бал в Мулен де ла Галетт, Пьер Огюст Ренуар, 1876, холст, масло, высота: 131 см, Музей Орсе (Париж)

Ренессанс породил два разных движения — маньеризм и барокко. Маньеризм — западноевропейский литературно-художественный стиль XVI — первой трети XVII века. Характеризуется утратой ренессансной гармонии между телесным и духовным, природой и человеком. Маньеризм в качестве реакции против идеалистического совершенства классицизма использовал световые и пространственные искажения, чтобы подчеркнуть эмоциональное содержание картины и эмоции художника. Там, где искусство Высокого Возрождения подчеркивает пропорции, баланс и идеальную красоту, маньеризм часто преувеличивает такие качества, что приводит к асимметричным или неестественно элегантным композициям. Стиль отличается своей интеллектуальной утонченностью, а также искусственными (в отличие от естественных) качествами. Это способствует композиционной напряженности и нестабильности, в отличие от баланса и ясности ранней живописи эпохи Возрождения.
Барокко подняло искусство эпохи Возрождения на новую высоту, подчеркнув детали, движение, освещение и драму. Известные художники стиля барокко: Караваджо, Рембрандт, Питер Пауль Рубенс и Диего Веласкес. Барокко часто рассматривается как часть контрреформации — возрождения духовной жизни в римско-католической церкви. В изобразительном искусстве барокко находят отражение религиозные и политические темы, а картины и скульптуры характеризуются элементом драмы, эмоций и театральности. В изобразительном искусстве барокко часто использовались насыщенные тёплые тона с тёмными оттенками. Золотой век голландской живописи приходится на XVII век и является самой выдающейся эпохой в нидерландской живописи. Это особая разновидность барокко, оказавшая влияние на многих художников от XVII века до современности. На базе барокко развились светские жанры, такие как натюрморт, жанровые картины повседневных сцен, пейзажная живопись.
В XVIII веке во Франции зарождается рококо. Искусство рококо было более сложным, чем барокко, но оно было менее серьёзным и более игривым. Художники сосредотачивались не на политике и религии, а на романтике, праздновании, природе. Кроме того, они искали вдохновение в художественных формах и орнаментах Дальневосточной Азии, что привело к росту популярности фарфоровых статуэток и шинуазри. Вскоре рококо потерял популярность, и его стали воспринимать как безвкусицу, в которой эстетика была важнее смысла.

### Неоклассицизм, романтизм и реализм
Возникновение Неоклассицизма в XVIII веке было обусловлено стремлением противопоставить тревожной и противоречивой реальности некие «вечные» эстетические ценности, а идейному и формальному строю художественных течений, захваченных поисками непосредственного соответствия современности, идеальность образов, их вневременность, «очищенность» от всего конкретно-исторического, строгость и величавость форм. Неоклассицизм стремился вернуться к простоте, порядку и «пуризму» классической античности — древней Греции и Рима и стал художественным компонентом Эпохи Просвещения. Неоклассицизм как политическое, а также художественное и культурное движение широко распространился в Европе в XVIII веке. Известные художники и скульпторы этого периода: Энгр, Канова, Жак-Луи Давид.
Подобно тому, как маньеризм отвергал классицизм, так и романтизм отвергал эстетику неоклассицизма, предпочитая более индивидуальный и эмоциональный подход к искусству. В изобразительном искусстве подчёркивалась сила и красота природы. Романтическое искусство часто использовало игру цвета для выражения чувств и эмоций. Художники романтизма вдохновлялись древнегреческим и римским искусством и мифологией, использовали эстетику средневековья и готики, а также позднейшей мифологии и фольклора. Среди величайших художников-романтиков: Эжен Делакруа, Франциско Гойя, Уильям Тёрнер, Джон Констебл, Каспар Давид Фридрих, Уильям Блейк.
В ответ на изменения, вызванные индустриализацией, возникло движение реализма, которое стремилось точно изобразить условия и образ жизни бедняков в надежде на изменение общества. Как и романтизм, реализм был как литературным, так и художественным движением. Другие движения носили более исторический характер, например, Братство прерафаэлитов, которое до Рафаэля пыталось вернуть искусство к его «чистоте». Представители движения искусств и ремесел выступали против безличности товаров массового производства и ратовали за возвращение к средневековому мастерству.

## Музыка
Музыкальная культура Европы — преемница музыкальных традиций Античной Греции, Античного Рима и Римской империи. Культуры Восточной Европы и Америки, в свою очередь, формировались в русле западноевропейской культуры.

### Классическая музыка
В средние века с юга Европы на север распространялись различные музыкальные инструменты, ранее не известные ритмы и пляски, а мусульманская Иберия была проводником аравийских мелодических обычаев. Позднее турки-османы стали носителями мелодического мастерства Исламской культуры, которая унаследовала достояние мелодической культуры народов Ближнего и Среднего Востока.
Музыка, написанная до середины XVII века считается старинной. К такой музыке обычно относится средневековая музыка (500—1400) и музыка эпохи Возрождения (1400—1600). Иногда к ранней музыке относят музыку барокко (1600—1760).
Профессиональные музыкальные традиции начали формироваться в рамках христианской церкви. Затем они распространились в замках аристократов, в рыцарской среде, у городских музыкантов. Долгие века эти традиции были одноголосны. Собственные отличительные черты европейская музыка обрела в средние века. В период зрелого Средневековья появились: музыкальная письменность, многоголосие и единая система ритмики и церковных ладов. Были усовершенствованы такие музыкальные инструменты как орган, скрипка, клавесин. Монастыри оставались центрами учёности и музыкального профессионализма.
С VI—VII веков в Западной Европе складывается строго регламентированная система одноголосной (монодической) церковной музыки на основе диатонических ладов. На рубеже 1-го и 2-го тысячелетий зарождается многоголосие. Формируются новые вокальные (хоровые) и вокально-инструментальные (хор и орган) жанры: органум, мотет, кондукт, затем месса. В XII веке при Соборе Парижской богоматери во Франции образовалась первая творческая композиторская школа (Леонин, Перотин). На рубеже Возрождения (стиль ars nova во Франции и Италии XIV века) в профессиональной музыке одноголосие вытесняется многоголосием, музыка постепенно освобождается от практической функции обслуживания церковных обрядов. Влияние светской музыки, в том числе песенных жанров, постепенно увеличивается (Гильом де Машо).
В Восточной Европе развиваются свои музыкальные культуры с самостоятельными системами ладов, жанров и форм. В Византии, Болгарии расцветает культовое знаменное пение (знаменный распев), основанное на системе диатонических гласов, ограничивающееся только чисто вокальными жанрами (тропари, стихиры, гимны и др.) и использующее особую систему записи нот (крюки).
В XIV веке в Италии для музыкального искусства наступило начало новой эпохи. К XIV веку лютня распространилась по всей территории Италии. В XIV веке появился мадригал. В этом жанре нашла выражение светская музыкальная культура. Музыка народных песен объединилась с творчеством поэтов эпохи Возрождения. В XV веке сложилась Нидерландская школа. Мастера иных национальных школ испытывали её влияние. В XVI веке во Франции проявились признаки Эпохи Возрождения. К XVI веку относится расцвет искусства в Англии, Германии, и некоторых других странах Западной Европы. Со временем новое творческое движение распространилось и на страны Восточной Европы.
В конце эпохи Возрождения появилась музыка барокко, которая предшествовала музыке классицизма. Неотъемлемой частью музыкального классического канона стали исполнительские и сочинительские приёмы периода барокко. В эпоху барокко появились такие произведения, как хор «Аллилуйя» из оратории «Мессия» Георга Фридриха Генделя, «Вечерня» Клаудио Монтеверди, фуги Иоганна Себастьяна Баха, «Времена года» Антонио Вивальди. Изменилась музыкальная нотация, музыкальный орнамент стал весьма изощрённым, развились способы игры на инструментах. Выросла сложность исполнения музыкальных произведений, расширились рамки жанров. Появилась опера. Большое число музыкальных терминов и концепций эры барокко используются до сих пор.
В XV—XVI вв. инструментальная музыка выделилась в самостоятельный жанр и распространилась во всех сферах жизни. В XVI веке отдельные голоса в музыкальных произведениях стали заменяться инструментами, возникли мелодии с инструментальным сопровождением. Тогда же появились театрализованные пьесы с музыкальным сопровождением, а популярность лютни достигла своего апогея.
Примерно с 1600 по 1900 годы начинается новая эпоха в европейской музыке. Это период общей практики. Самая главная характеристика музыки, которая создавалась в период общей практики — это господство тонально-гармонической системы. Аккордовая последовательность — основа гармонии западной музыкальной традиции, начиная от эры общей практики классической музыки до XXI века. Аккордовые последовательности являются основой западных жанров популярной (поп-музыка, рок-музыка) и народной музыки.
В музыке XVII века проявляется смешение разных стилей, техник, соединяется «старое» и «новое». В музыке преобладает полифония, но её теснит речитатив. Музыканты совмещали церковную службу со службой сеньорам. Поэтому часто в одном сочинении совмещалась песенная ария с хоралом, концерт и мадригал с мотетом. С конца XVI века в Италии появляется термин «композитор». В Италии формируются и развиваются новые жанры светской музыки. Опера, появившаяся в среде аристократии, распространяется в городах Италии и за её пределами. Антонио Вивальди является наиболее известным композитором эпохи позднего барокко.
В северной части Европы музыка развивалась похожим образом, но несколько иначе. Светская музыка здесь развивалась медленнее и долго оставалась скованной рамками церкви. Однако, церковные сочинения постепенно наполнялись элементами оперного стиля и тонально-гармонического звучания. Церковная музыка северной Европы стала приобретать мирские черты. Для Иоганна Баха и Георга Генделя, мастеров хорового творчества XVIII века, ведущими стали жанры кантаты и оратории.
В XVII—XVIII вв. профессиональные музыканты работают не только в церкви, но и у вельмож и королей. В середине XVIII века они выступают в публичных учреждениях: оперных театрах (первый из которых появился в Венеции в 1637 году), концертных залах (в Лондоне 1й концертный зал появился в 1690 году) и на открытых площадках. Возникают музыкальные общества, учебные заведения (школы, академии, консерватории). Большой вклад в историю музыки внесли «венские классики»: Гайдн, Моцарт, Бетховен. Классицизм отвергает полифонию и хоровую культуру. Развивается инструментальное творчество, появляются стили: органный, клавирный, сольно-скрипичный. Возникают произведения для ансамблей, оркестров, концерты. Развивается опера и светские формы инструментальной музыки. В XVII—XVIII вв. опера распространилась из Италии по всей Европе, в том числе в России. Итальянские музыканты служили в домах знатных аристократов, приглашались испанскими, французскими, австрийскими монархами. Во Франции появился свой оперный стиль.
В 1й половине XVIII века лютня и орган отходят на второй план, развивается новая инструментальная культура. Новое развитие получает орган. Профессиональная музыка становится ближе к прихожанам. На основе народных английских, немецких, польских, французских песен и танцев создаётся репертуар произведений для органа. Музыканты и композиторы проявляют интерес в основном к симфонической и клавирной музыке.
Постепенно лютня уступила клавиру. В начале XVIII века было изобретено молоточковое фортепиано, благодаря которому стали возможны эффектные громкое (форте) и тихое (пиано) звучания. Специалисты Германии, Италии, Франции совершенствовали фортепиано на протяжении XVIII — начала XIX века. Фортепиано, стало символом новой европейской культуры, и вытеснило клавиры и лютню. Во второй половине XVIII века в Лондоне и Вене появляются первые школы пианистов (Филд, Моцарт, Бетховен, Черни, Гуммель, Клементи).
Во 2й половине XVIII века музыка для оркестров звучала во дворцах и замках, в церкви, в оперных театрах, парках и садах, на шествиях, маскарадах. Расцвет струнных смычковых инструментов привёл к появлению симфонических оркестров.

### Народная музыка
В Европе существует большое количество разнообразной музыки коренных народов, которые имеют общие черты. Народная музыка присутствует в фольклоре. С XIX века устное народное творчество активно изучается и записывается. Многие классические композиторы использовали народные мелодии, а народная музыка оказала влияние на популярную музыку в Европе.
В XIX веке в Европе происходит расцвет музыкальной культуры, возникают новые способы выражения таланта композиторов. В музыке проявляется суть романтизма. Сочинения композиторов-романтиков, полные душевных переживаний и оттенков чувств, составляют основу концертного репертуара. Композиторы черпают вдохновение в народной музыке и стараются подчеркнуть связь со своей родиной. Так появляются национальные музыкальные школы, а композиторы стремятся выразить в своих произведениях национальный колорит. Так, Михаил Иванович Глинка на основе русских народных песен создал русскую оперу Жизнь за царя (1836); Карл Мария Вебер на основе народных немецких мелодий и сказок написал оперу Вольный стрелок (1821); Франц Шуберт наполнил свои произведения австрийскими мелодиями и танцевальными ритмами (лендлер, вальс). Шуберт и Роберт Шуман создали новый жанр немецкой песни — Lied; Рихард Вагнер черпал вдохновение в немецкой философии и мифологии. Все сочинения поляка Фридерика Шопена, а также полонезы и мазурки для фортепиано пронизаны польскими интонациями; Ференц Лист, будучи венгром, в своих путешествиях по Европе написал Венгерские рапсодии для фортепиано. Эдвард Григ писал свои произведения, опираясь на норвежские танцы, песнях и образах; Иоганнес Брамс придал новое звучание творчеству немецких полифонистов и создал Немецкий реквием; Антонин Дворжак и Бедржих Сметана вдохновлялись славянскими мелодиями, Исаак Альбенис — испанскими. XIX век стал веком торжества фортепианной музыки. Совершенствовалась техника игры на фортепиано и его конструкция, создавались певческие кантилены, выразительные мелодические линии.
Во Франции романтизм обретал новые черты, насыщался декоративными элементами и экзотическими мотивами колониального Востока (К.Сен-Санс, С.Франк). В конце XIX века Клод Ашиль Дебюсси внёс большой вклад в создание нового стиля музыкального символизма и импрессионизма.

### Современная музыка
В музыке XX века используется множество направлений и стилей. Главный вектор развития музыки — отказ от существовавших ранее жанров и деление музыки до её составляющих. Изменения в культурной и общественной сферах Европы приводят к использованию новых музыкальных тенденций, в том числе внеевропейских. Распространение музыкальной продукции на аудионосителях изменяет отношение к музыке. Музыка осмысляется как глобальное явление, усиливаются её развлекательные и потребительские функции. Массовая культура и популярные музыкальные жанры отделяются от элитарной культуры — академической композиторской деятельности и европейской классической музыки. После 1900 года возникают модернистский и постмодернистский стили, сохранившиеся до наших дней. В 1950—1960-х появляется рок-музыка, позиционирующая себя в качестве молодёжной «контркультуры». Смена эстетических ориентиров и музыкальных технологий воспринимается как отторжение предыдущих стилей и жанров (альтернативная музыка).
В первой половине XX века в Европе происходят явления, создающие предпосылки для авангардизма. Композиторы используют необычные ритмы, тембры, интонации (фольклор, джаз, экзотические восточные инструменты, шумы, ударные инструменты), увеличивая арсенал используемых средств и расширяя материал музыки. Ритмика становится агрессивнее, жёстче, разнообразнее, насыщается элементами архаики и экзотики. Увеличивается интерес к сценическим, пластическим, танцевальным жанрам. Мифы, сказки, стилизованный фольклор становятся материалом для новых произведений. Неофольклору отдавали предпочтение Бела Барток, Игорь Стравинский, Карл Орф. Додекафония оставалась основной для большинства композиторов 1940—1950-х годов. Во 2-й половине XX века отмечается резкое неприятие существовавших ранее тенденций и стилей. Радикальное изменение европейской музыкальной традиции произошло в середине XX века, когда в центральной Европе появился авангард.
В Европе существует много разных жанров музыки, в том числе заимствованные из Америки блюз, джаз, соул. Развивается поп-музыка, электронная музыка, хип-хоп, R’n’B, танцевальная музыка.
Европейцы способны создавать новинки в области музыки, стили и жанры, не похожие на предшествующие. С XX века появляется «компилятивный» метод творчества, использующий известные техники для создания нового музыкального произведения. С другой стороны, в Европе развивается экспериментальное творчество в области музыки, технические способы обработки звуков (на синтезаторах, компьютерах), использование новых электронно-инструментальных звучаний. Постепенно композиторы отказываются от фиксации музыкальных произведений на бумаге с помощью нотной системы письма.

## Европейские средства массовой информации

### Телевидение

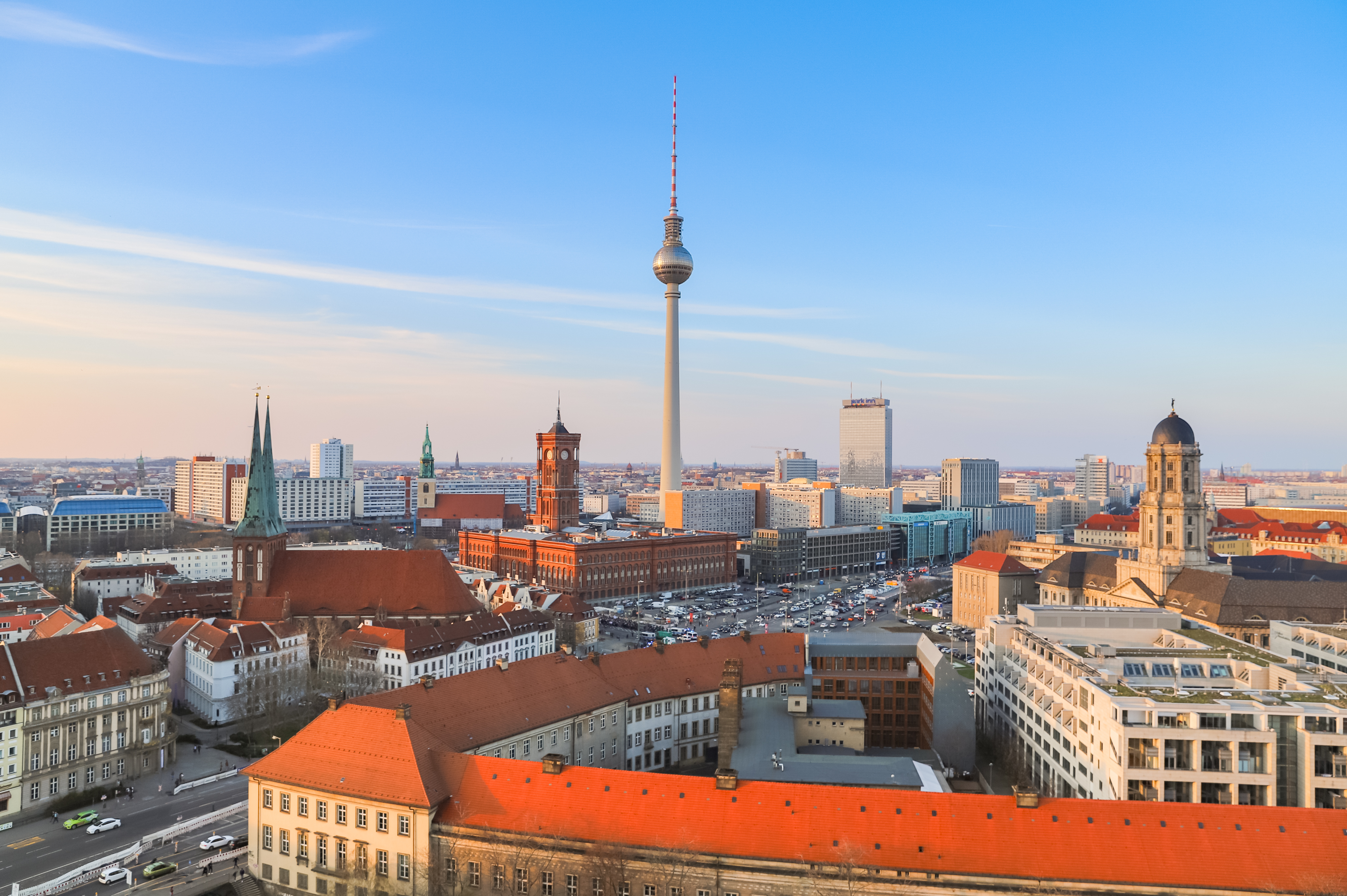
Берлинская телебашня

Первой работающей телевизионной системой считается изобретение немецкого инженера Пауля Нипкова, сделанное в 1884 году. Диск Нипкова положил начало созданию «механического телевидения». Благодаря диску Нипкова, в 1925 году шведскому инженеру Джону Бэрду удалось впервые добиться передачи распознаваемых человеческих лиц. Несколько позже им же была разработана первая телесистема, способная передавать движущиеся изображения. Первое время развитие телевидения шло в двух направлениях — электронном и механическом. Развитие механических систем происходило до конца 40-х годов XX века, прежде чем было полностью вытеснено электронными устройствами.
В 1928 году в Германии состоялись первые телевизионные передачи: германская райхпочта провела телесеанс для 30-строчного телевизора, а в 1935 году началось экспериментальное телевещание. Первые телерепортажи в прямом эфире с места событий были осуществлены в довоенный период (на Би-Би-Си — о регате 1938 года, на германском ТВ — о спортивных состязаниях Олимпиады в Берлине 1936 года). В 1936 году телевизионная станция Би-би-си в Великобритании начала транслировать регулярные передачи. В предвоенные годы Би-Би-Си транслировало выпуски новостей, кабаре — шоу, драматические, концерты, балетные и оперные спектакли, мультипликационные фильмы для детей. В 1939 году телевизионные трансляции были прерваны в связи с началом Второй мировой войны. Телевизионные передачи во время войны в Европе не велись, было заморожено техническое совершенствование телевещания. После войны в мире началась настоящая «телевизионная лихорадка».
В 1950 году телевидение было только у трёх стран мира: в СССР, Великобритании и США. Регулярные телепередачи начались в 1951 году в Нидерландах, Франции, Японии. В 1952 телевизионные трансляции начала вести Польша, в 1953 — Швейцария, Бельгия, в 1954 — ФРГ, ГДР, Чехословакия, Италия, Дания, в 1955 — Люксембург, в 1956 — Швеция, Австрия, Португалия, в 1957 — Румыния, в 1958 — Венгрия, в 1959 — Болгария, в 1960 г. — Норвегия, Финляндия.
В 1950 году был основан Европейский вещательный союз. Одним из его первых успехов была организация прямой трансляции во Францию, Бельгию, Нидерланды и Германию коронации английской королевы Елизаветы Второй 2 июня 1953 года. Евровидение было задумано как сеть, соединяющая национальные телевизионные сети стран — членов Европейского вещательного союза и позволяющая вещателям разных стран обмениваться телевизионными программами (как в записи, так и прямыми трансляциями). Официальной датой рождения Евровидения считается 6 июня 1954 года, когда под его эгидой прошла первая живая трансляция из швейцарского Монтрё с Фестиваля нарциссов. С 1956 года Евровидение стало проводить свой собственный Конкурс песни на призы Евровидения (фр. Concours Eurovision de la Chanson, англ. Eurovision Song Contest) (сегодня известный просто как «Евровидение»).
Интервидение — международная организация телевидения, созданная в январе 1960 года странами варшавского договора в рамках OIRT. Резиденция находилась в Праге. Интервидение самораспустилось вместе с OIRT.
Распространение телевидения в Европе (особенно цветного) происходило медленнее, чем в США, но к концу 1960-х годов большинство европейцев были телезрителями.
Телевидение находится в государственной собственности в большинстве стран (Греция, Бельгия, Испания, Финляндия, Исландия). В ряде стран частная собственность соседствует с государственной (Великобритания, Франция). В ФРГ сложилась система «общественно-правового» телевидения. Коммерческое телевидение сравнительно недавно появилось в Италии, Франции, ФРГ, Великобритании.
В 1982 году во Франции закончилась государственная монополия на эфир, однако государство берёт на себя защиту репутации и достоинства журналистов, компенсирует половину почтовых расходов СМИ, а также предоставляет налоговые льготы журналистам.
В начале 1970-х годов в Италии закончилась официальная монополия RAI — итальянской радиотелевизионной организации. Закон о политической независимости RAI был принят в апреле 1975 года. В 1974 году было разрешено коммерческое телевидение. Закон о телевизионной журналистике был принят в Италии 6 августа 1990 года. Согласно закону запрещено более 1 раза в течение 45 минут прерывать фильм рекламной паузой. В мультфильмах рекламные паузы запрещены. Более чем тремя каналами отдельные лица или фирмы владеть не имеют права.
В Великобритании Королевским указом была основана корпорация Би-би-си. На программы Би-би-си имеют право вето парламент и правительство, однако этим правом пользовались редко. В 1954 году было основано независимое телевидение — ITV. В 1972 году его переименовали в Управление независимого вещания. К началу 1990-х годов в Великобритании работало 16 коммерческих телекомпаний.
Электронные СМИ Германии складывались под влиянием западных стран. Система централизованного вещания была отвергнута, как напоминающая о нацизме. Коммерческую американскую модель тоже не взяли за образец. Телестанции основывались и действовали в каждой отдельной из 10 федеральных земель. 5-я статья Основного закона ФРГ, провозглашающая свободу слова, ограждает вещание от официального контроля, передавая его обществу. В 1950 году была создана координирующая радиотелевизионная организация ARD, в 1961 году — организация ZDF. Обе общественные корпорации финансируются за счёт небольших рекламных поступлений и абонентной платы. По закону они могут отводить в день не более 20 минут на рекламу. После 20.00 реклама запрещена. В июне 1981 года конституционный суд ФРГ отменил законодательные ограничения на коммерческое вещание.
В последней четверти XX века в европейских странах почти повсеместно стали распространены коммерческие формы вещания, возросла конкуренция между общественными и частными телекомпаниями. В 1970-х годах американизированное коммерческое телевидение распространилось в Италии, в 1980-е — в других странах, где ранее частное телевидение не существовало. Тем не менее, коммерчески ориентированное развлекательное телевидение с обилием передач, не требующих интеллектуальных усилий от зрителя, имеет меньше сторонников в Европе, чем в США.
Эра космического телевидения была открыта в июле 1962 года после запуска коммуникационного спутника Телстар. Появилась возможность вести прямые телетрансляции между Европой и США. В 1960-е — 1970-е годы были созданы международные организации спутниковой связи, в том числе Eutelsat — организация европейской спутниковой связи, объединившая ведомства 40 европейских стран и соседних регионов. В 1973 году была учреждена организация Интерспутник, обеспечивавшая спутниковые коммуникации в 14 странах советского блока. В 1990-е годы доступ к спутниковому телевидению имели миллионы европейцев. К концу десятилетия в Европе свыше 10 млн семей обладали индивидуальными приёмными спутниковыми устройствами, а лидерами по их распространению стали Великобритания и Германия.
С 1 января 1993 года начала вещание многонациональная спутниковая служба теленовостей Euronews. Euronews была учреждена с целью предоставления европейцам новостной службы, отражающей их общие интересы, заботы, и перспективы, а также альтернативу американской CNN. Создание Euronews было предпринято при финансовой и политической поддержке руководства ЕС по инициативе Европейского вещательного союза. В число учредителей Euronews вошла Всероссийская государственная телевизионная и радиовещательная компания (ВГТРК). Британские ITN и Би-Би-Си не принимали участия в создании Euronews. Британская вещательная корпорация начала вести спутниковые трансляции канала «ВВС TV Europe» ещё в 1989 году. В 1991 году телевизионная служба Би-Би-Си в спутниковом эфире вела трансляции для ближневосточной и азиатской аудитории. С января 1995 года служба «ВВС World» стала вести трансляции для Европы. Германское космическое телевидение, Deutsche Welle, появившееся в 1990-е годы, адресовало свои передачи главным образом европейскому зрителю.
Таким образом, основные центры новостного спутникового телевещания, существующие в настоящее время в Европе — это многонациональный Euronews, германский Deutsche Welle и британские ITN News Channel и ВВС World. Мировые информационные агентства, например, Рейтер, также являются поставщиками международных теленовостей.

### Радио

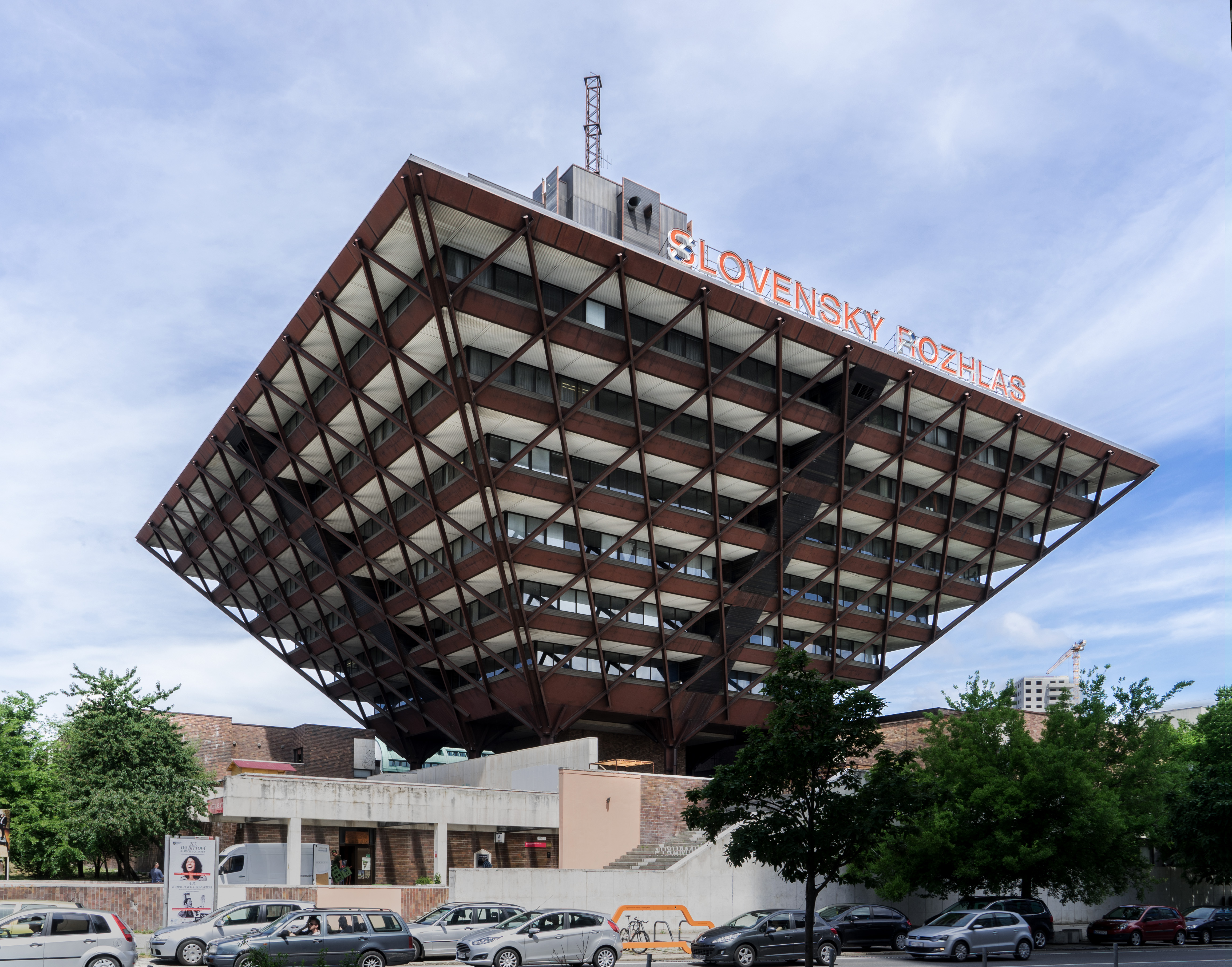
Здание Словацкого радио в Братиславе

В 1908 году Ли Де Форест организовал первую музыкальную радиопередачу. Сигнал распространялся с Эйфелевой башни. Бурное развитие радиовещания в Европе происходило в начале 20-х годов XX века. В это время в США и в Западной Европе появились сотни любительских и экспериментальных передатчиков.
В 1922 году при участии Маркони была создана Британская вещательная компания. Ежедневное радиовещание компания начала в декабре 1922 года в Лондоне, затем в Манчестере и Бирмингеме. До принятия Устава Би-Би-Си в 1927 году, радиопередачи выходили в эфир не ранее 7 часов вечера, чтобы не препятствовать продаже газет.
В Германии распространение радио искусственно сдерживалось до 1926 года, но уже в 1929 году там существовало более 2,5 млн радиоприемников. В период Веймарской республики германское радио делало акцент на культурно-воспитательном вещании, однако с приходом нацистов к власти германское вещание использовалось в основном для политико-пропагандистских целей.
Радио развивалось и в странах восточной Европы. Так, в Чехословакии пражское радио транслирует регулярные передачи с мая 1923 года, а в Болгарии регулярное радиовещание началось лишь в конце 20-х годов XX века.
Колониальные державы использовали радио как средство связи между колониями и метрополиями, для оперативного предоставления актуальной информации соотечественникам, проживающим на заморских территориях. Голландия в 1927 году начала вести радиотрансляции для своих заморских владений. Французские передачи для заморских территорий впервые вышли в эфир в 1931 году. С конца 1920-х годов осуществлялось Британское иновещание для английских колоний.
В 1930-х годах развивается обмен программами между радиовещательными организациями США и Великобритании. В 1935 году Би-Би-Си начинает вести ретрансляцию американских передач.
В 1920-е — 1930-е годы государства пытались использовать радио для осуществления своих внешнеполитических целей. Немецкие передачи для зарубежных стран приняли регулярный характер в 1929 году. К 1939 году германские передачи для зарубежной аудитории велись на семи языках. К лету 1940 года немецкие передачи велись более чем на 30 языках. В Италии в 1933 году была создана служба вещания на итальянском языке, ориентированная на Латинскую Америку. В 1935 году появилась итальянская служба вещания на арабском языке. В 1939 году итальянское радио транслировало передачи за рубеж на десяти языках. Передачи из-за рубежа воспринимались странами — объектами вещания как вмешательство во внутренние дела и посягательство на суверенитет. В 1930-е — 1940-е годы в разных странах вводился запрет на пользование КВ-приёмниками, предпринимались меры подавления враждебного иновещания и политико-дипломатические демарши. В 1920-е годы в соседних с СССР странах обсуждался вопрос глушения московского радио, в 1930 году этому были посвящены дебаты в британском парламенте, в 1933 году в Австрии началось глушение радио из Германии. В 1939 году Италия глушила Би-би-Си, а нацисты запретили прослушивание иностранных передач на территории Германии. В сентябре 1936 года члены Лиги Наций подписали конвенцию о вещании в мирных целях.
В конце февраля 1942 года в Европе начались трансляции «Голоса Америки». В 1946 году Би-Би-Си начала трансляции на Советский Союз. В начале 1950-х годов для вещания на Советский Союз была создана станция «Свобода». Радиостанция «Свободная Европа» специализировалась на трансляции передач для стран Восточной Европы и балтийских республик СССР. В 1976 году произошло их объединение в единую организацию «Свободная Европа/Свобода», ставшую главной службой внешнего вещания на Советский Союз и страны советского блока. В 1953 году началось иновещание станции «Немецкая волна» («Deutsche Welle») из ФРГ. В разгар перестройки, в январе 1987 года, СССР прекратил глушение передач Би-Би-Си. В мае 1987 года было прекращено глушение передач «Голоса Америки».
В начале XXI века зарубежное вещание Би-Би-Си столкнулось с проблемами, обусловленными новой ситуацией в сфере коммуникаций. Британская вещательная корпорация сокращает трансляции на коротких волнах и рекомендует слушать передачи через Интернет. Современное международное радио в Европе представлено различными типами организаций, различающихся по статусу, признакам финансирования и организации, по характеру программной политики и предназначению.

### Пресса

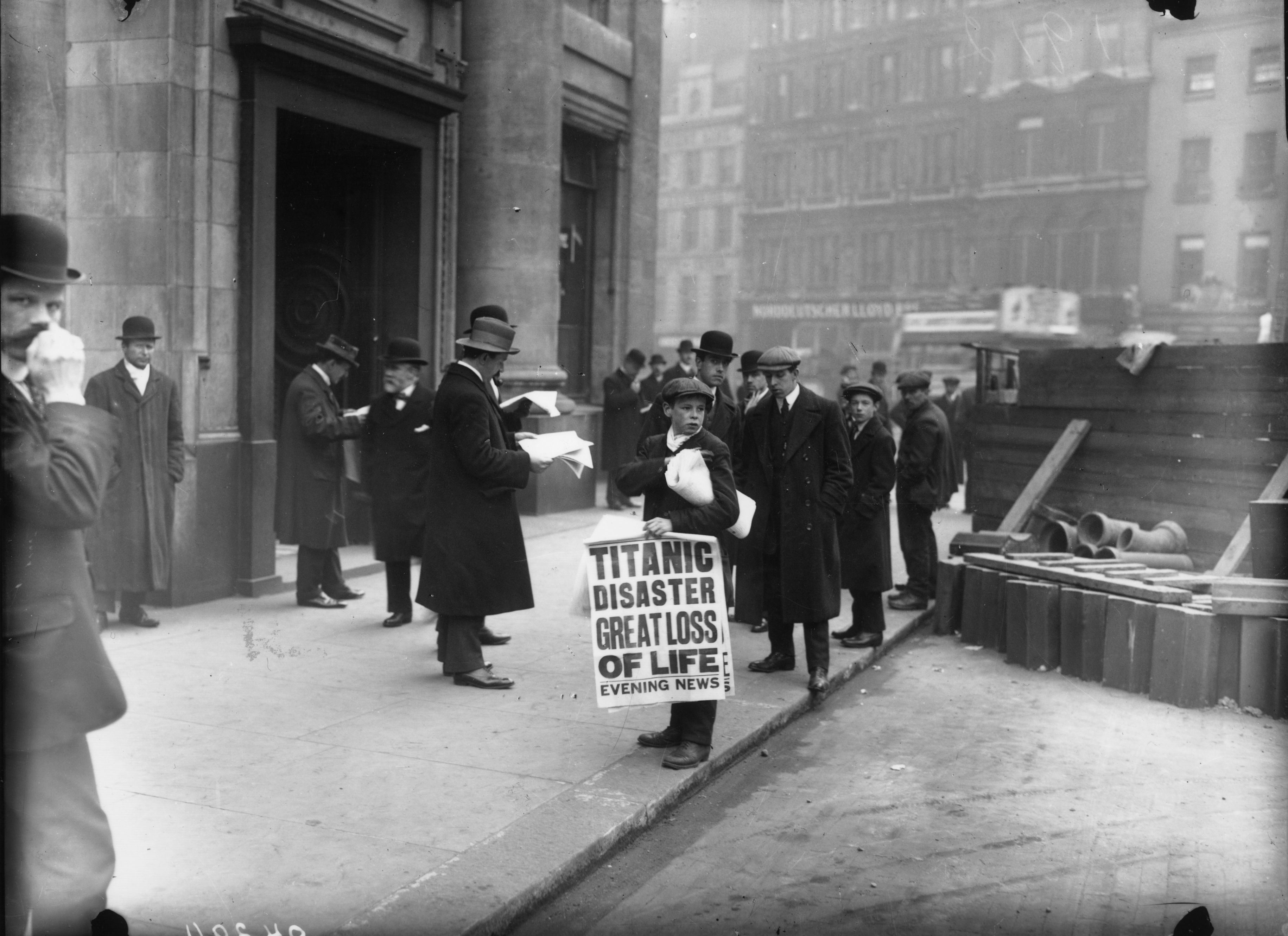
Нэд Парфетт, разносчик газет, Лондон, 16 апреля 1912 года

Европейская пресса имеет богатые традиции и большой опыт. Распространение периодической печати в Европе началось с Германии, где Иоганн Гутенберг в 1450 году изобрёл типографский станок. В 1605 году в Страсбурге была выпущена первая в мире еженедельная газета Relation, а в 1609 году в Вольфенбюттеле — газета Avizo. Первая ежедневная газета Leipziger Zeitung вышла в 1661 году. Общественно-журналистская деятельность Карла Маркса и Фридриха Энгельса начиналась в 1840-е годы в газете Rheinische Zeitung. Позже их работы публиковались в газете Der Volksstaat, выходившей с 1869 по 1876 годы. Лидером радикальной журналистики фашистского толка была газета Völkischer Beobachter.
Особенностью немецкой прессы является преобладание утренних газет и региональный характер изданий: 95 % периодических изданий являются местными. Центральная ежедневная пресса ФРГ также делает акцент на региональной информации. Так, самая крупная по тиражу Bild имеет 33 издания, которые отличаются местной хроникой и локальной рекламой. Падение Берлинской стены и объединение Германии привело к переменам на рынке периодической печати. На начало 1994 года в печать выходило 1601 издание, общий разовый тираж которых составлял 25 млн экземпляров.
В ФРГ работают более 500 информационных агентств. Самые крупные из них: DPA (1949) и Deutscher Depeschendienst (1971). Среди частных — Katholische Nachrichten-Agentur и Evangelischer Pressedienst.
В Великобритании в XVI веке, до появления газет, существовали рукописные листовки News («Новости»), в которых сообщалось о прибытии торговых судов. 23 июня 1588 года вышел первый номер The English Mercurie. С этой даты принято отсчитывать историю периодической печати Великобритании. После буржуазной революции 1640 года возникло множество периодических изданий, а в 1642 году в английском языке появилось слово «газета». В 1702 году появилась первая в Англии ежедневная газета The Daily Courant.
В 1785 году появилась газета The Times. На рубеже XIX—XX веков после разделения прессы на массовую (таблоидную) и качественную, The Times стал основным качественным периодическим изданием Великобритании. К качественной прессе, кроме The Times, относятся такие ежедневные газеты, как The Daily Telegraph (основана в 1855 году), The Guardian (1821), Financial Times (1888), The Independent (1986). Массовая (или популярная) пресса рассчитана на широкий круг читателей, в такой прессе, как правило, публикуется меньшее количество аналитических материалов. Известные британские издания массовой прессы: The Sun (1964), The Mirror (1903), Daily Express (1900), Daily Mail (1896). Лидером таблоидной прессы была газета Daily Mirror. В середине 1960-х годов её тираж достигал 5 млн экземпляров. В ноябре 1995 года прекратился выпуск ежедневной газеты Today.
Среди изданий выходного дня к качественным газетам относятся The Sunday Times (1822), The Sunday Telegraph (1961), The Observer (1791), а к массовым (таблоидным) — News of the World (1843), The Mail on Sunday (1982), Sunday Mirror (1915), The Sunday People (1881).
В Великобритании имеется также сеть провинциальных журналов и газет, освещающих факты и события регионов. Международными вопросами занимаются информационные агентства, прежде всего Рейтер (основано в 1851 году). Объединение PA Media (1868) специализируется на сборе и обработке информации о событиях в Великобритании. Экономическую, статистическую, финансовую, спортивную информацию распространяет английское информационное агентство Extel (1872).
Первый во Франции еженедельник La Gazette был основан в 1631 году. В 1777 году появилась первая французская ежедневная газета Журналь де Пари. До Великой французской революции (1789—1799) в Париже издавалось 27 газет. Во второй половине 1789 года их стало 250, а в 1790 году — 350. Во время подготовки Июльской революции 1830 года, а также Февральской и Июньской революций 1848 года пресса сыграла важную роль. В период с 1870 по 1914 годы капиталистическая печать бурно развивалась, журналы и газеты стали промышленными предприятиями. В 1903 году тираж Le Petit Parisien достиг 1,8 млн экземпляров. В 1918 году тираж газеты составил более 3 млн экземпляров.
В 1904 году появилась ежедневная газета L’Humanité, которая с 1921 года стала центральным органом Французской компартии. Во французской журналистике возникло марксистское направление, сыгравшее важную роль в период антифашистского Народного фронта (1934—1938), а также в создании журналов и газет левого толка. В 1931 году появилась ежедневная вечерняя газета Paris-Soir. Издание отличалось обилием иллюстраций, многообразием тематик, зазывной манерой подачи материала. В годы Второй мировой войны и оккупации Франции была создана печать Сопротивления, а в период Освобождения (1944—1946) бурно развивалась политическая журналистика.
В 2002 году во Франции выходили газеты: Le Figaro (1826), Le Monde (1944), Libération (1973) и другие; специализированные женские, молодёжные, технические, научные, эротические; экономические: Les Echos (1908), La Tribune (1985), Le Nouvel Économiste (1975) и так далее; развлекательные (в основном — иллюстрированные еженедельники типа Paris Match (1949). Газета Le Monde, ежемесячник Le Monde diplomatique (1954), а также Le Quotidien de Paris (1974) придерживаются центристских позиций. Во Франции выходят также влиятельные церковные издания — католическая газета La Croix (1880) и еженедельник La Vie (1945).
До Второй мировой войны во Франции работало информационное агентство Havas. В сентябре 1944 года на его базе было создано Агентство Франс-Пресс. Сегодня это коммерческое предприятие входит в число крупнейших мировых информационных агентств.
Современная итальянская пресса формировалась под влиянием французской и английской периодики. Среди информационных газет сегодня лидируют Corriere della Sera (1876) и La Repubblica (1976). Среди журналов — Oggi (1945). Итальянская периодика имеет невысокие тиражи, но разовый тираж журналов превышает тираж газет. Многие СМИ находятся в собственности профсоюзов и политических партий. В Италии работают два крупнейших информационных агентства — Agenzia Nazionale Stampa Associata (1945) и Agenzia Giornalistica Italia (1950).
Испанская пресса долгое время отставала от темпов развития печати Европы, так как Святая инквизиция осуществляла жёсткий контроль над духовной жизнью страны. Первая типография в Испании появилась в 60-х годах XV века, а первая газета Gaceta de Madrid была выпущена в 1661 году. С 1758 года начала выходить ежедневная газета Diario de Madrid. В 90-е годы XVIII века ежедневные газеты появились в Севилье,Барселоне, Сарагосе, Валенсии. В 1939 году в Испании появилось информационное агентство EFE.
По данным Spanish Newspaper Publishers' Association (AEDE), в 2015 году в Испании выходили в свет 107 изданий периодической прессы, общий тираж которых составлял 2,1 млн экземпляров. В 2006 году общий тираж составлял 4 млн экземпляров. Потребление газет в Испании составляет 104,8 экземпляров на 1000 человек. По этому показателю Испания отстаёт от развитых европейских стран, хотя и опережает Грецию, Италию и Португалию.
Основными газетами являются общенациональные, а также несколько региональных газет. Все газеты публикуются в таблоидном формате, но, в отличие от других европейских стран, в Испании нет сенсационных бульварных газет как таковых. Наибольший тираж — у газеты El País (1976): в конце 2016 года он достигал отметки в 185 000 экземпляров. В Мадриде есть ещё три общенациональные газеты: El Mundo (1989), ABC (1903) и La Razón (1998). Помимо этих изданий, другими крупными испанскими газетами являются: La Vanguardia (1888), El Periódico de Catalunya (1978), La Voz de Galicia (1882), El Correo (1910), El Diario Vasco (1934), La Nueva España (1936) и Heraldo de Aragón (1895). Каждая из этих газет является лидером в своём регионе. В Испании также очень популярна спортивная пресса.
В Австрии работает информационное агентство Austria Press Agency. Пресса Германии оказывает большое влияние на австрийскую периодику. Ведущая газета — Wiener Zeitung (1703).
В Швейцарии первая газета начала выпускаться в 1610 году, а в 1780 году стала выходить ежедневная Neue Zürcher Zeitung. Эта газета в настоящее время является одним из наиболее крупных изданий в Швейцарии. Почти 200 швейцарских газет, телевидение и радио используют информацию, получаемую из швейцарского телеграфного агентства (ATS).
В Греции первые газеты появились во второй половине XIX века. Две из них издаются и сегодня: Акрополь (1883) и Estia (1898). В 1960-е годы в Греции выходило более 1100 журналов и газет. Действует основанное в 1896 году Афинское информационное агентство.
В Португалии выходит около 70 ежедневных газет. Самая крупная из них — Diário de Notícias (1864). В Лиссабоне выходит 60 % всех периодических изданий, 10 % публикуется в Порту.
В странах Северной Европы (Финляндии, Швеции, Норвегии, Дании, Исландии) высокий уровень развития СМИ. В Швеции первые газеты возникли в 1632 году, в Дании — в 1749 году.
Бенилюкс: В Бельгии первая газета появилась 17 мая 1605 года, в Нидерландах — в 1656 году, а в Люксембурге — значительно позднее. Работают информационные агентства: Бельга и Algemeen Nederlands Persbureau.
В Восточной Европе (Болгария, Чехия, Венгрия, Румыния, Словакия, Албания, Польша, Югославия) произошла трансформация общественного строя, крушение социалистических идеалов. В начале 1990-х годов в Польше обновилась номенклатура периодической печати и 75 % рынка составили издания нового поколения. В середине 1990-х некоторые мелкие издания не выдержали конкуренции. Сократились тиражи влиятельных и известных газет, но процветают издания бульварного характера. Первая в Польше газета Merkuriusz Polski Ordynaryjny была издана в 1661 году. В 1761—1795 году возросло количество периодики, её тираж. Однако с потерей независимости в 1795 году существование национальных органов печати прервалось на длительное время. В 1850-е годы в регионах Польши, входивших в состав Российской империи издательское дело стало капиталистическим предприятием. К началу Второй мировой войны в стране выходило около 2700 периодических изданий. В настоящее время еженедельная пресса в Польше — это 188 газет и журналов общим тиражом 11 млн экземпляров, а ежедневно выходят в печать 83 издания тиражом 4 млн экземпляров. Польское агентство печати (PAP) появилось в 1945 году, затем были созданы Польское агентство Интерпресс (1967), Центральное агентство фотоинформации (1951), Всепольское рабочее агентство (1981).
В других странах Восточной Европы пресса развивалась похожим образом. В 1880 году появилось Венгерское телеграфное агентство, в 1896 году было основано Болгарское телеграфное агентство. Чехословацкое телеграфное агентство было создано в 1918 году. В Румынии, Албании, Югославии информационные агентства стали действовать в конце Второй мировой войны (1943—1945).

## Архитектура

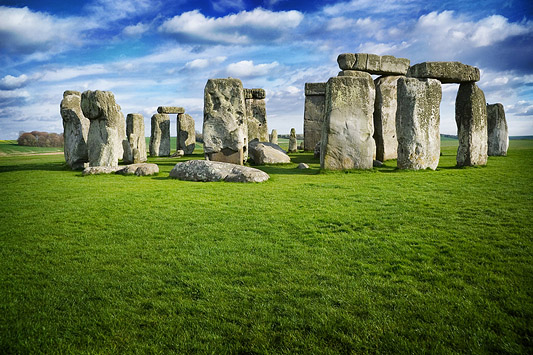
Стоунхендж, Уилтшир, Великобритания. Одна из наиболее известных мегалитических структур

### Доисторическая архитектура
Первые жители Европы в период с 5000 по 6000 годы до н. э. строили длинные, узкие деревянные жилища (неолитический длинный дом). На Оркнейских островах в Шотландии сохранились строения эпохи неолита: 3500—3100 годами до нашей эры датируются каменные неолитические поселения Нэп-оф-Хауар. Скара-Брей является каменным неолитическим поселением, построенным в 3100—2500 годах до нашей эры. Мегалиты, найденные в Европе и Средиземноморье, были также построены в период неолита.

### Античная архитектура

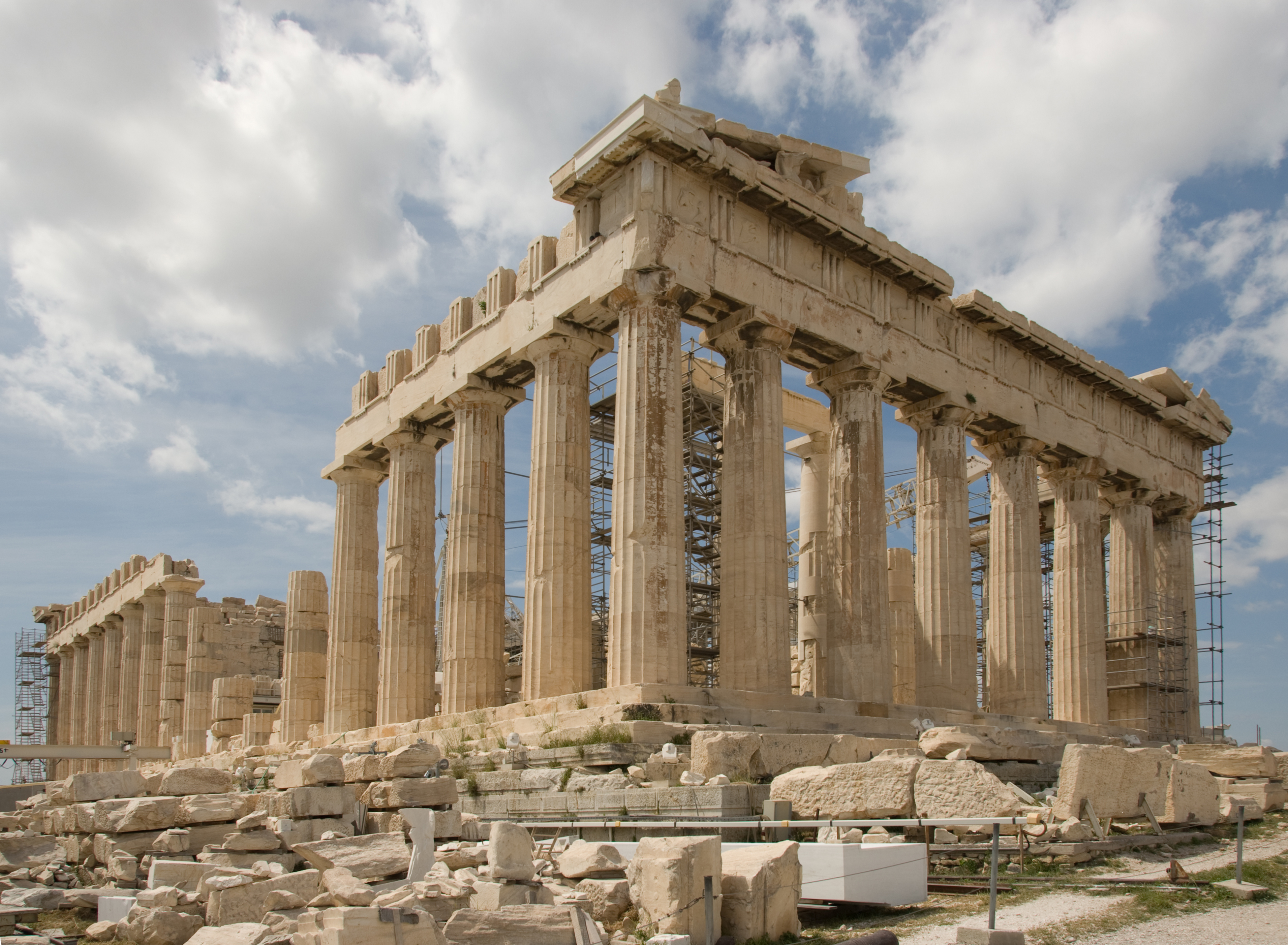
Парфенон (Афины, Греция) — пример античной греческой архитектуры.

Древнегреческая архитектура была создана народами, говорящими на греческом языке, чья культура процветала в материковой части Греции, на Пелопоннесе, Эгейских островах и в греческих колониях в Анатолии и Италии в период с 900 до н. э. до 1 века н. э. Древнегреческая архитектура отличается очень формализованными характеристиками, как по структуре, так и по декору. Древнегреческий архитектурный стиль делится на три ордера: дорический, ионический и коринфский. Античная архитектура Греции оказала большое влияние на западную архитектуру более поздних периодов.

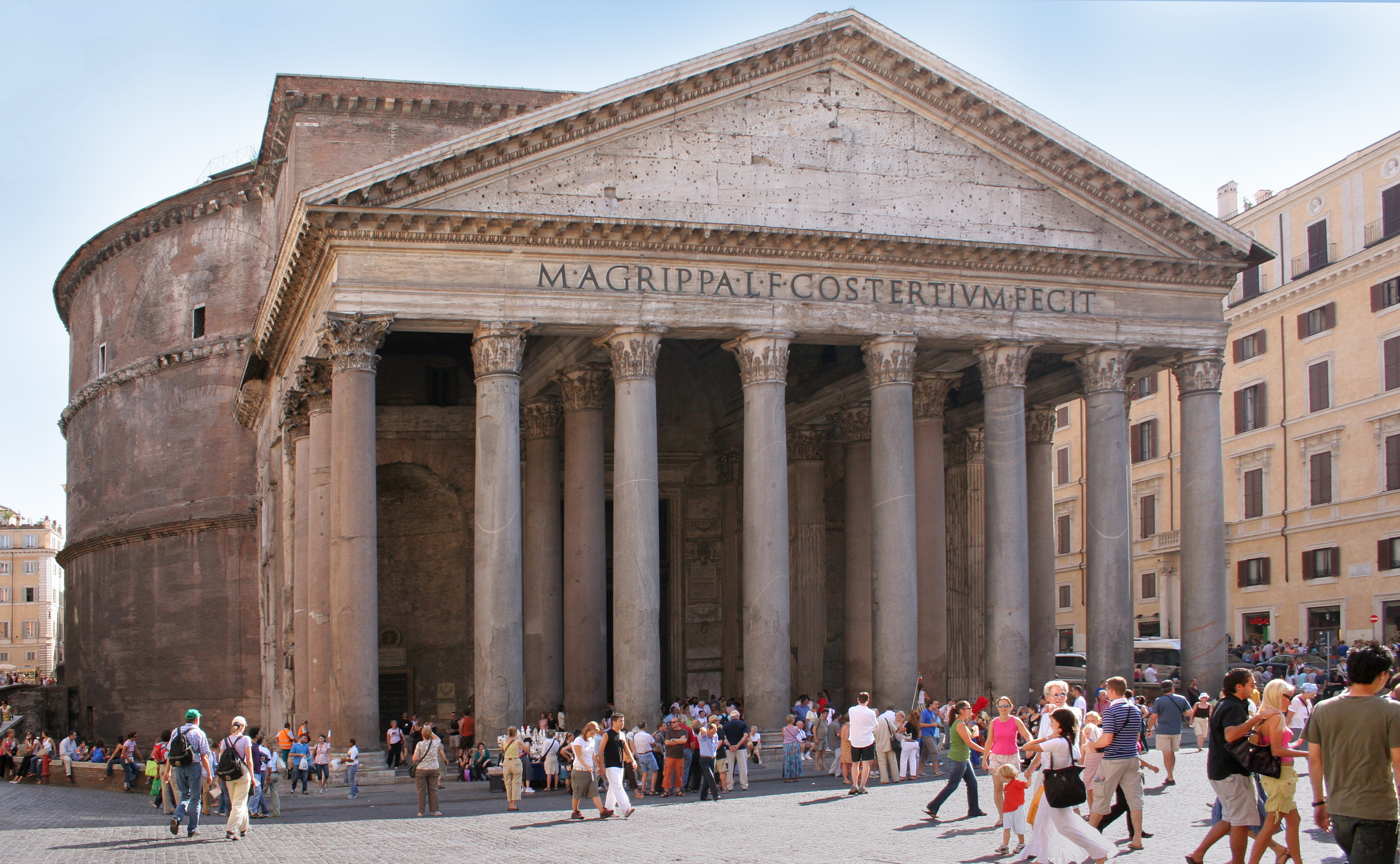
Римский Пантеон, Италия, цилиндрический Римский храм с портиком

Древнеримская архитектура переняла облик античной греческой архитектуры, но отличалась от греческих построек, появился новый архитектурный стиль. Эти два стиля являются основой классической архитектуры. Римская архитектура процветала в Римской Республике, и во время Империи, когда было построено подавляющее большинство зданий, сохранившихся до наших дней. В древнеримской архитектуре для создания прочных зданий использовались новые материалы, в частности бетон, и новые технологии, такие как арка и купол. В той или иной степени сохранилось большое количество зданий той эпохи, построенных по всей империи. Некоторые из этих зданий всё ещё эксплуатируются.

### Средневековая архитектура

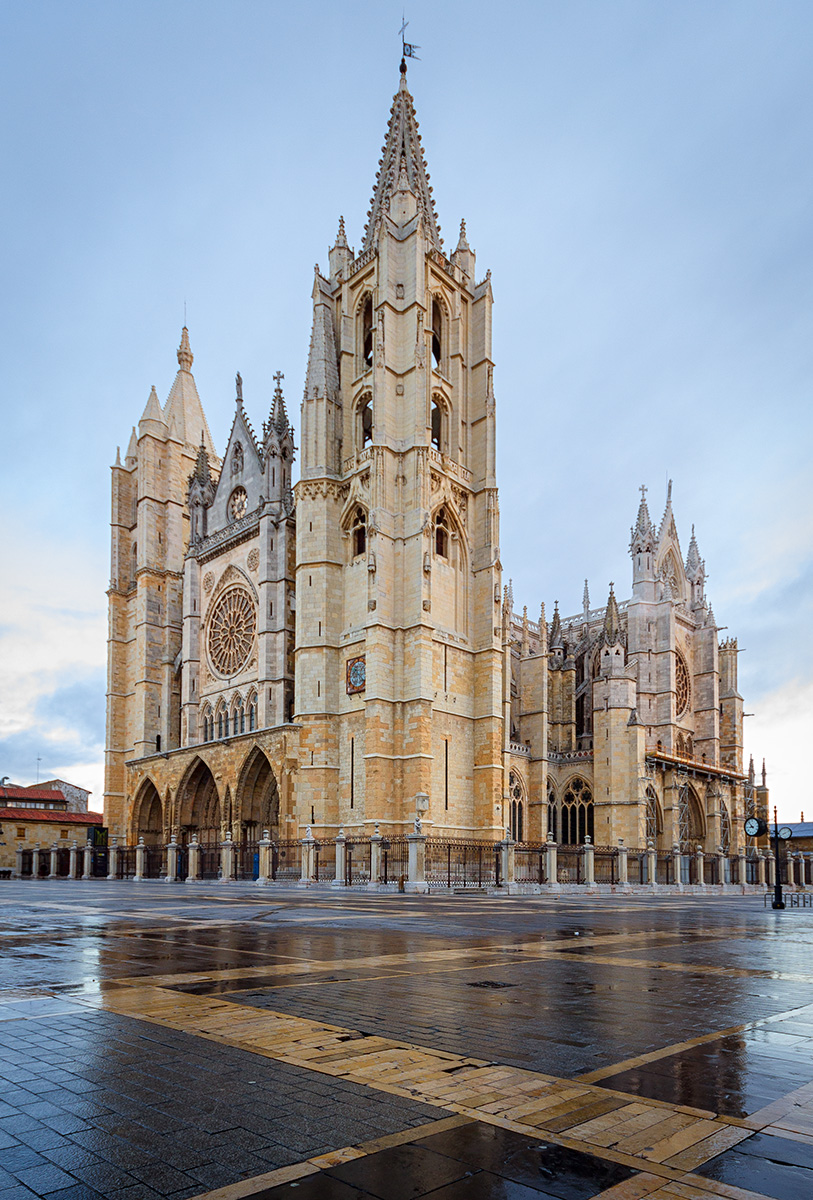
Леонский собор (Кастилия-Леон, Испания), построенный в готическом стиле

Романская архитектура сочетает в себе черты древнеримской, византийской архитектуры, с примесью местных традиций. Основные черты этого стиля — массивные, толстые стены, круглые арки, мощные колонны, «бочкообразные» своды, большие башни и декоративные галереи. Каждое здание имеет чётко определенные формы, часто очень правильного, симметричного плана. Здания этого стиля можно найти по всей Европе, несмотря на региональные особенности и различные материалы. Чаще всего романская архитектура воплощалась в храмах и церквях. Множество примеров этой архитектуры можно найти вдоль Пути Святого Иакова.
Готическая архитектура процветала в Европе во времена высокого и позднего средневековья. Этот стиль произошёл от романской архитектуры и сменился архитектурой эпохи Возрождения. В период с XII по XVI века во Франции готическая архитектура была известна Opus Francigenum («французская работа»), в то время как термин готика впервые появился во время позднего Ренессанса. Его характеристики включают в себя стрельчатые арки, крещатый свод, аркбутаны, контрфорсы. В стиле готической архитектуры построены многие известные соборы, аббатства и церкви Европы.

### Архитектура Возрождения и Неоклассицизма

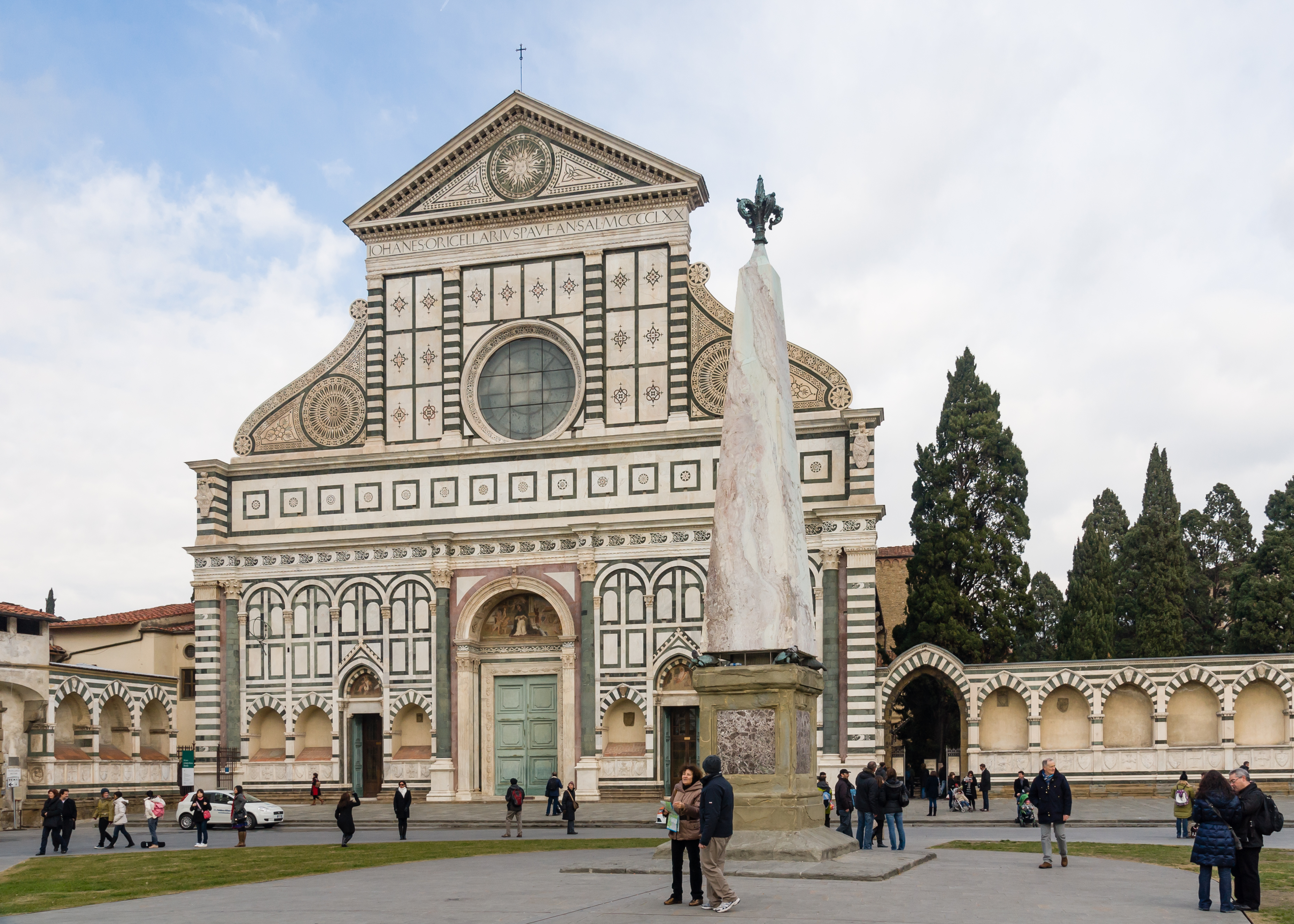
Санта-Мария-Новелла (Флоренция, Италия) — образец архитектуры Ренессанса.

Архитектура Возрождения относится к периоду начала XIV — начала XVII веков, и связана с эпохой Ренессанса. Этот стиль демонстрирует возрождение и развитие определённых элементов древнегреческой и римской архитектурной мысли и материальной культуры, особенно симметрии, правильных пропорций и планомерности древних зданий. Этот стиль был разработан во Флоренции, а Филиппо Брунеллески стал одним из его новаторов. Стиль эпохи Возрождения быстро распространился на другие итальянские города. Позже архитектура Возрождения в том или ином виде появилась во Франции, Германии, Англии, России и других частях Европы.
Палладиева архитектура возникла из идей итальянского архитектора эпохи Возрождения Андреа Палладио (1508—1580). Работы Палладио были основаны на симметрии, использовании перспективы и следовании композиционным принципам классической храмовой архитектуры древних греков и римлян. В XVII веке идеи Палладио породили стиль, известный как палладианство. Он продолжал развиваться до конца XVIII века и был популярным в Европе в течение XIX и начала XX веков, где часто использовался при проектировании общественных и муниципальных зданий.

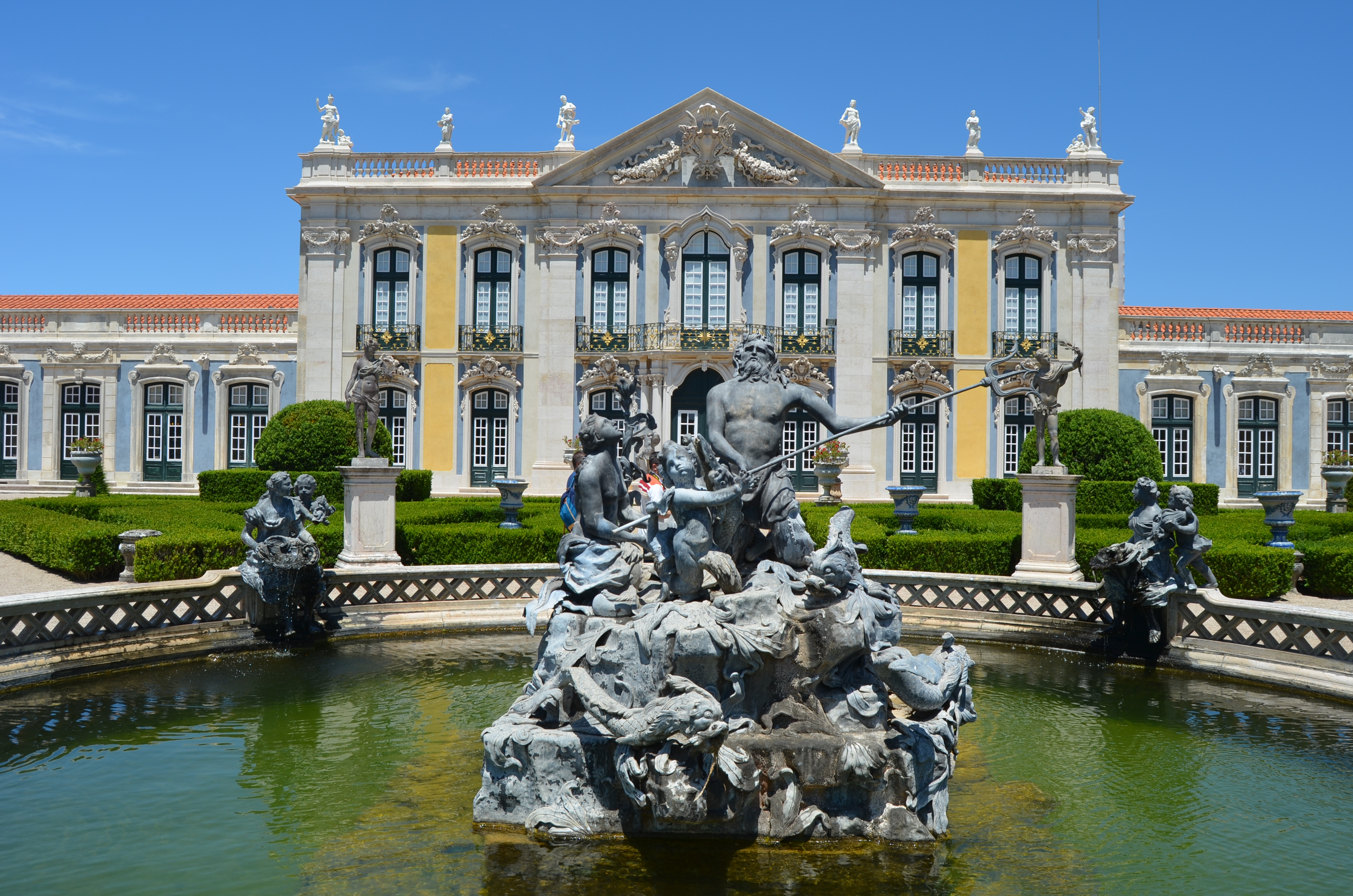
Дворец Келуш (Келуш, Португалия) — пример архитектуры барокко.

Барочная архитектура появилась в XVI веке в Италии. Этот стиль заимствовал римские каноны архитектуры эпохи Возрождения и использовал их в новой риторической и театральной манере. Первоначально барокко было напрямую связано с идеями контрреформации, движения внутри католической церкви, которое возникло в ответ на протестантскую реформацию. Барокко характеризовалось новыми формами, игрой света и тени, более свободным обращением с классическими элементами. Для этого стиля характерны криволинейные очертания стен, разорванные фронтоны, раскрепованные антаблементы (ит. forzato), удвоение пилястр и пучки колонн. В новом стиле рококо выразилась крайняя степень стиля барокко.

### Архитектура XIX века
Ревивализм был отличительной чертой европейской архитектуры XIX века. Становление неороманского стиля, неоготики, неоренессанса и необарокко происходило в виде возрождения классических стилей. Появились региональные стили, такие как тюдорское возрождение в Англии. Развивались стили, базирующиеся на неевропейском искусстве, такие как шинуазри, использовавший мотивы и стилистические приёмы средневекового китайского искусства и египтизирующий стиль, использующий темы, сюжеты, образы и формы искусства Древнего Египта. Эти новые стили архитектуры часто использовали элементы оригинального стиля более свободно, иногда заимствовали элементы одновременно из нескольких стилей. Например, в замке Алник к экстерьеру оригинального средневекового замка были добавлены элементы неоготики, а интерьеры выполнены в стиле ренессанс.

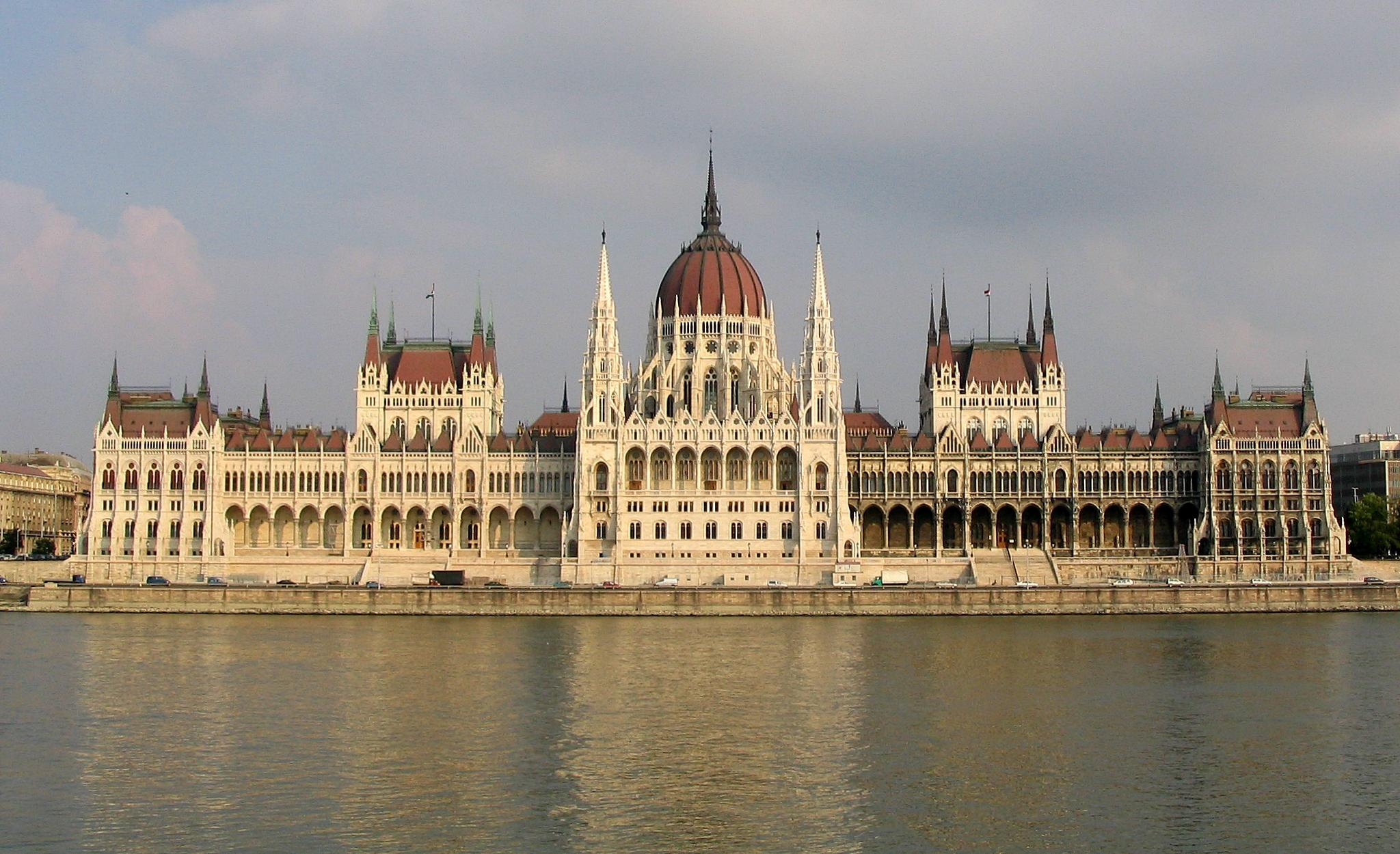
Здание парламента Венгрии в Будапеште — пример неоготической архитектуры.

Архитектура модерна (ар-нуво) стала реакцией против эклектических стилей, которые доминировали в европейской архитектуре во второй половине XIX века. Модерн выражался с помощью декоративных украшений. Здания покрывались природными орнаментами, стилизованными цветами, растениями или животными: бабочками, павлинами, лебедями, ирисами, цикламенами, орхидеями и водяными лилиями. Фасады были асимметричными и часто украшались полихромной керамической плиткой. Художественное оформление обычно выражало движение; не было различий между функциональными структурами и украшениями.

### Архитектура XX века и современности

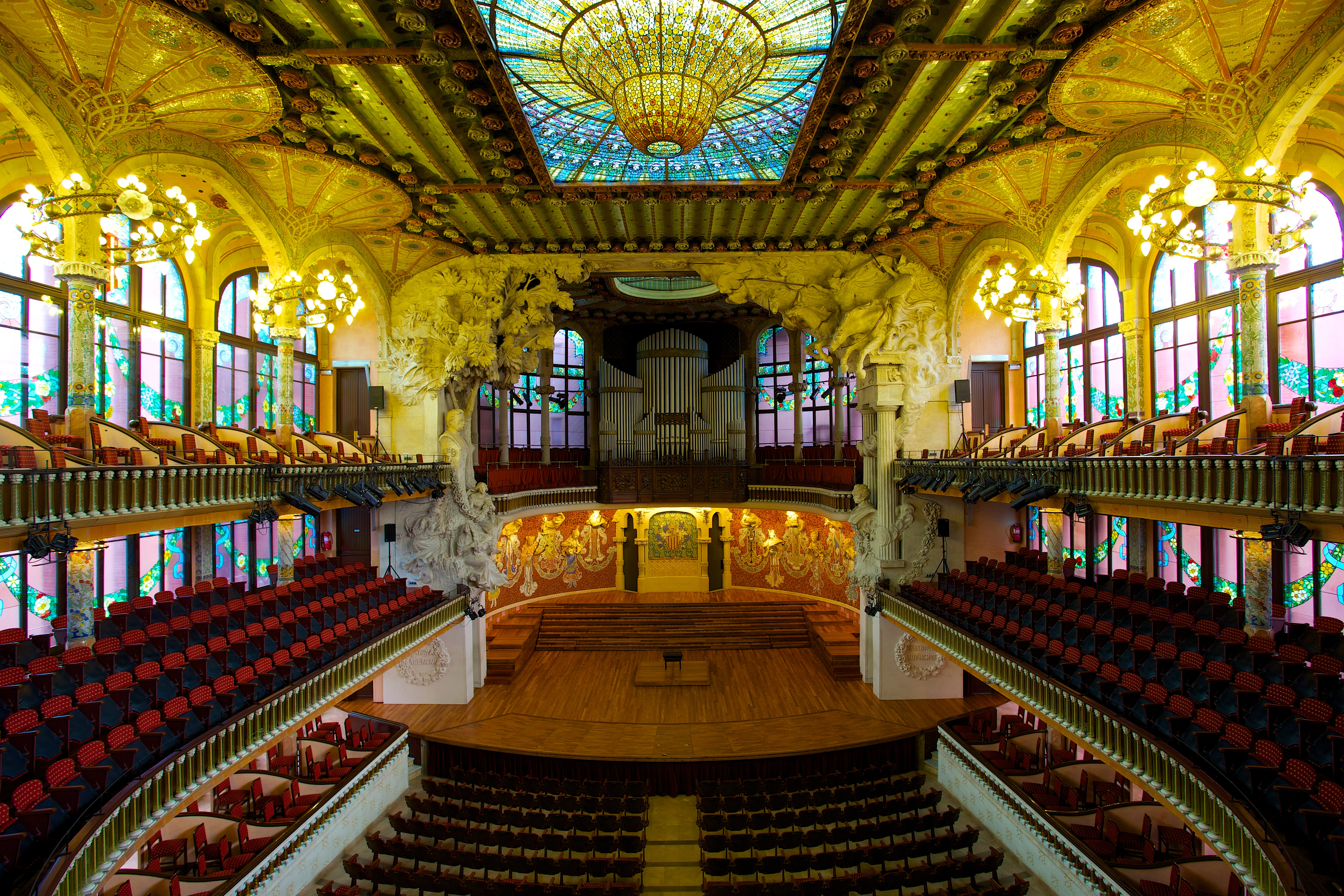
Дворец каталонской музыки (Барселона, Испания) — здание в стиле каталонского модерна.

Архитектура ар-деко появилась во Франции в 1920-х годах. После Первой мировой войны в крупных городах по всей Европе и США стали появляться здания из стали и железобетона в стиле ар-деко. В этом стиле явно выражался разрыв со стилем ар-нуво. Для этого стиля характерны строгая закономерность, смелые геометрические линии, оформление в полутонах, отсутствие ярких цветов в оформлении, при этом — пёстрые орнаменты из мрамора, стекла, керамики и нержавеющей стали, роскошь, шик, дорогие современные материалы, скульптуры и фрески в интерьерах.
Архитектурный модернизм представляет собой термин, применяемый к группе стилей архитектуры, которые возникли в первой половине XX века и стали преобладающими после Второй мировой войны, после отказа от традиционной неоклассической архитектуры и стилей изящного искусства, которые были популярны в XIX веке. В основе стиля — новые технологии строительства, в частности, использование стекла, стали и железобетона. Модернистская архитектура продолжала оставаться основным архитектурным стилем для общественных зданий вплоть до 1980-х годов, когда ей бросил вызов постмодернизм.
Экспрессионистская архитектура — это форма современной архитектуры, появившаяся в первые десятилетия XX века одновременно с экспрессионистским изобразительным и исполнительским искусством, преобладающим в Германии. В 1950-х годах появилось новое движение экспрессионистской архитектуры, вдохновлённое архитектурным образом церкви Нотр-Дам-дю-О архитектора Ле Корбюзье. Появились тенденции творческого самовыражения в архитектуре, искажения форм для достижения эмоционального эффекта, возникла концепция архитектуры как произведения искусства.
Постмодернистская архитектура возникла в 1960-х годах как реакция на строгость, формальность и отсутствие разнообразия современной архитектуры, особенно в интернациональном стиле, пропагандируемом Ле Корбюзье и Людвигом Мис ван дер Роэ. Вначале постмодернизм появился в США, затем распространился в Европе. В отличие от модернистских зданий, постмодернистские сооружения имеют изогнутые формы, декоративные элементы, асимметричны, окрашены в яркие цвета, имеют другие особенности, часто заимствованные из более ранних периодов. Цвета и текстуры не связаны с функциональностью здания. Постмодернизм свободно заимствовал элементы из классической архитектуры, рококо, неоклассической архитектуры, венского сецессиона, британского движения «Искусства и ремёсла», немецкого югендстиля.
Деконструктивистская архитектура — движение постмодернистской архитектуры, появившееся в 1980-х годах, которое создаёт впечатление усложнённости зрительных форм. Для этого стиля характерны неожиданные изломанные и нарочито деструктивные формы. Он характеризуется отсутствием гармонии, непрерывности или симметрии. Его название происходит от идеи «деконструкции», разработанной французским философом Жаком Деррида. Помимо фрагментации образа, деконструктивизм часто манипулирует отделочными материалами, создаёт непрямолинейные формы, которые искажают и смещают архитектурные элементы. Внешний вид построенных зданий характеризуется непредсказуемостью, «управляемым хаосом».

### Античная литература
Античной литературой принято называть литературу Древней Греции и Древнего Рима. Термин «античный» образован от латинского прилагательного antiquus («древний»). Это название стало синонимом классической древности, то есть того мира, в лоне которого возникла европейская цивилизация. Хронологические рамки античной литературы охватывают период от IX—VIII веков до н. э. до V века н. э. включительно.
Древнегреческая литература — литература на древнегреческом языке (VIII век до н. э. — V век н. э.). Она зародилась на побережье Малой Азии и на юге Балканского полуострова. Самые крупные явления этой литературы — эпические поэмы «Илиада» и «Одиссея», приписываемые слепому певцу Гомеру. В той же литературной системе большое значение имела лирика (Алкей, Пиндар, Солон, Арион, Сапфо). Огромную роль в античности играла философия, формы её выражения были близки к художественным (Гераклит, Анаксимандр, Сократ, Платон, Аристотель). Драматизм античного периода полнее всего выразился в античных драмах и трагедиях (Эсхил, Софокл, Еврипид). Популярной художественной формой была античная комедия (Кратин, Аристофан).
Римская литература (V век до н. э. — V век н. э.). Наиболее популярными художественными жанрами были трагедии и комедии (Андроник, Невий, Плавт, Теренций, Менандр, Сенека). Из лириков самые известные — Катулл, Лукреций, Вергилий, Овидий, Гораций. Среди эпических жанров наиболее популярным был роман (Петроний, Апулей). Появились блестящие образцы художественной публицистики (Цицерон, Квинтилиан, Флакк, Тацит, Марк Аврелий).
Эллинизм (последняя треть IV века до н. э.). Эллинистическая литература получила развитие в основном в Александрии. Здесь существовали древнегреческие жанры (Аполлоний Родосский), а также развивался новый жанр небольшой поэмы (Феокрит) и любовного романа (Харитон, Гелиодор).

### Средневековая литература
К средневековой литературе относят произведения, написанные с IV—V до XV века. На формирование литературы Средневековья оказали влияние три фактора: античная литература; христианство; фольклорные традиции. Литература Средневековья основана на христианских идеалах и ценностях и стремится к эстетическому совершенству. Средневековая литература — наследница литературы Античности. Средневековая литература, оставаясь верной традициям, по большей части была написана на латыни, однако в этот период начала развиваться литература на других языках европейских стран. Эталоны и эстетические идеалы Античности в дальнейшем были переняты европейскими писателями. Средневековые писатели опирались на сформулированные античными авторами понятия и каноны.
Различные периоды Средних веков по-разному отразились в литературе: в литературе раннего Средневековья отразилась жизнь европейских народов в период повсеместного установления феодальных отношений. Это, по большей части, произведения англосаксов, скандинавов и кельтов; в период феодализма произошёл расцвет творчества отдельных авторов. Для литературы Средних веков были характерны демифологизация, то есть отход от опоры на мифы и легенды, что было свойственно античным авторам, и, при этом, тесная связь с фольклором. В средневековой литературе прославлялись такие ценности, как честь, верность, благородство, храбрость и истинная любовь. Примеры средневековых литературных произведений: «Беовульф», «Старшая Эдда» и «Младшая Эдда», «Песнь о Роланде», «Песнь о моём Сиде», «Песнь о Нибелунгах», «Роман о Тристане и Изольде», «Кентерберийские рассказы» Джеффри Чосера, «Божественная комедия» Данте Алигьери. Одним из самых древних Средневековых произведений является «Исповедь» Августина Блаженного. Это и несколько других произведений оказали колоссальное влияние на средневековую литературу.
Характерным жанром средневековой литературы является рыцарский роман. Рыцарский (куртуазный) роман — произведения, опирающиеся на «куртуазность» как основу поведения настоящего рыцаря и на систему ценностей рыцарского сословия. Под куртуазностью понимается не только свод правил, которых должен придерживаться каждый уважающий себя рыцарь, но и концепция любви рыцаря и прекрасной дамы. Эта любовь строилась по принципу отношений вассала и его господина. Прекрасная Дама, которой служил рыцарь, была образом духовной любви. Время расцвета рыцарской культуры совпало со временем расцвета средневековой литературы. В XII—XIII веке рыцари окончательно оформились в самостоятельное сословие и приобщились к образованию, из-за чего сильно увеличился процент грамотных рыцарей. Сюжет куртуазного эпоса очень часто опирался либо на времена Античности (например, на события Троянской войны), либо на тематику рыцарей короля Артура или же «Тристана и Изольды» — легендарных персонажей многочисленных рыцарских романов.

### Литература эпохи Возрождения

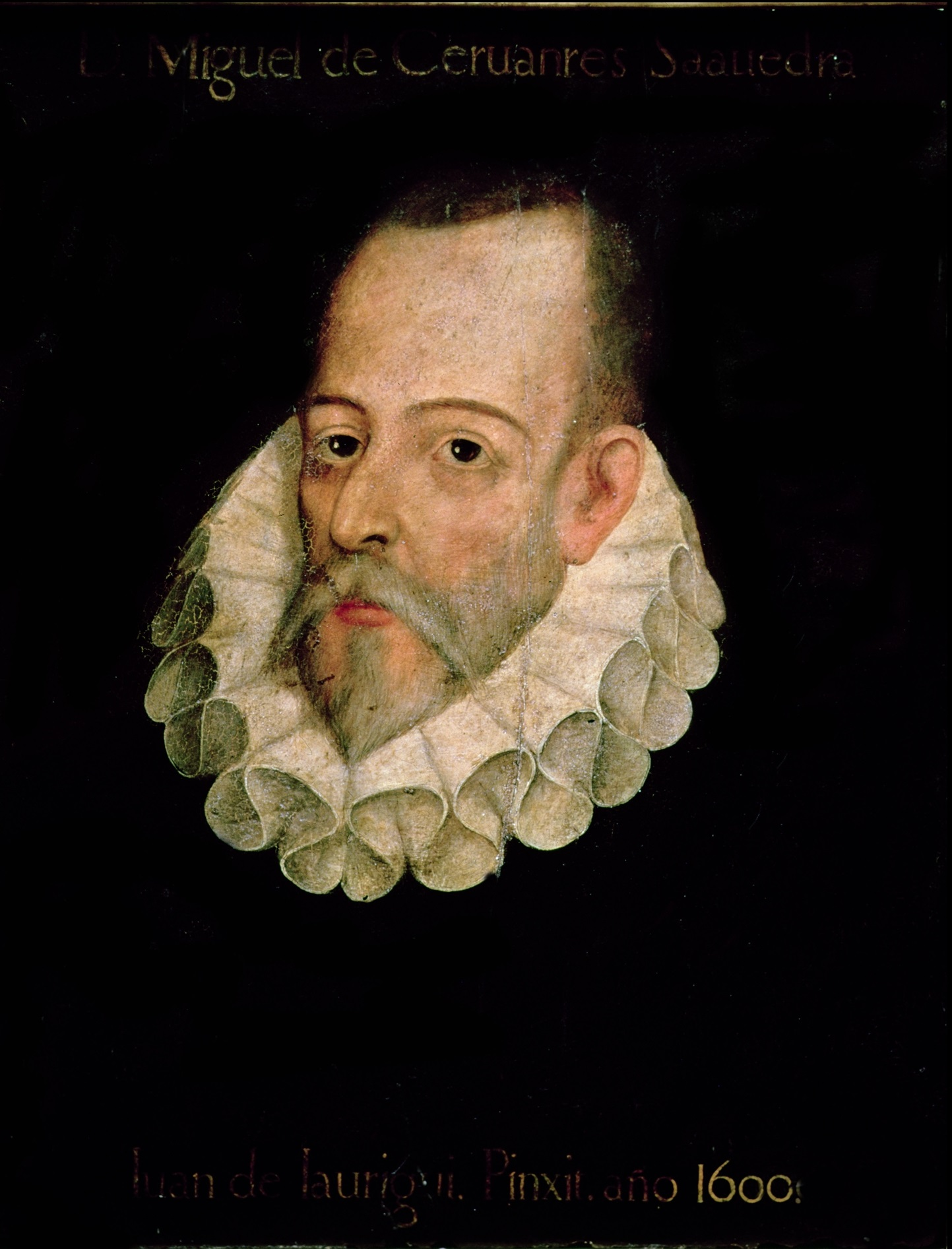
Мигель де Сервантес, автор романа «Дон Кихот».

### Литература раннего Нового времени

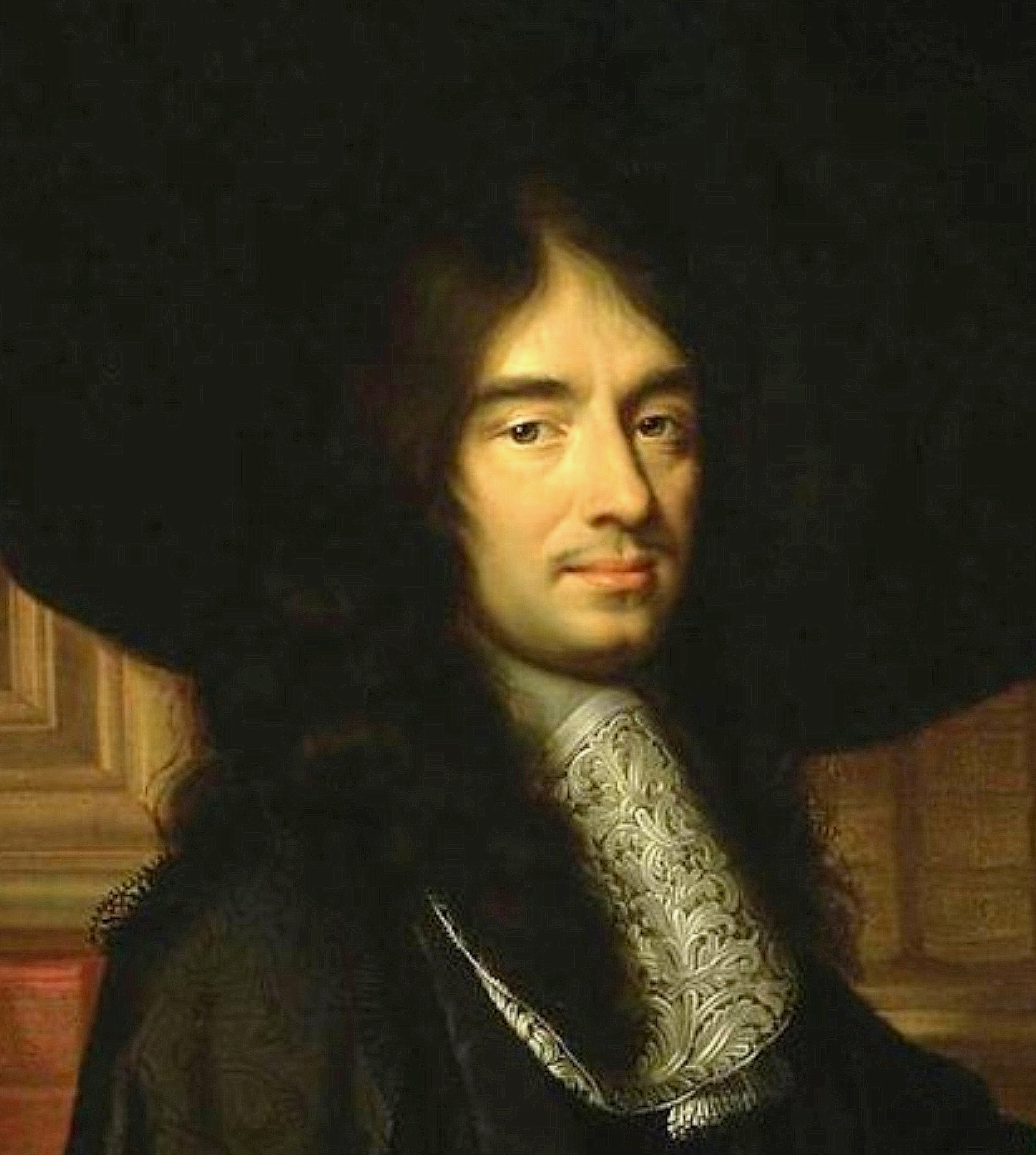
Шарль Перро

## Кинематограф

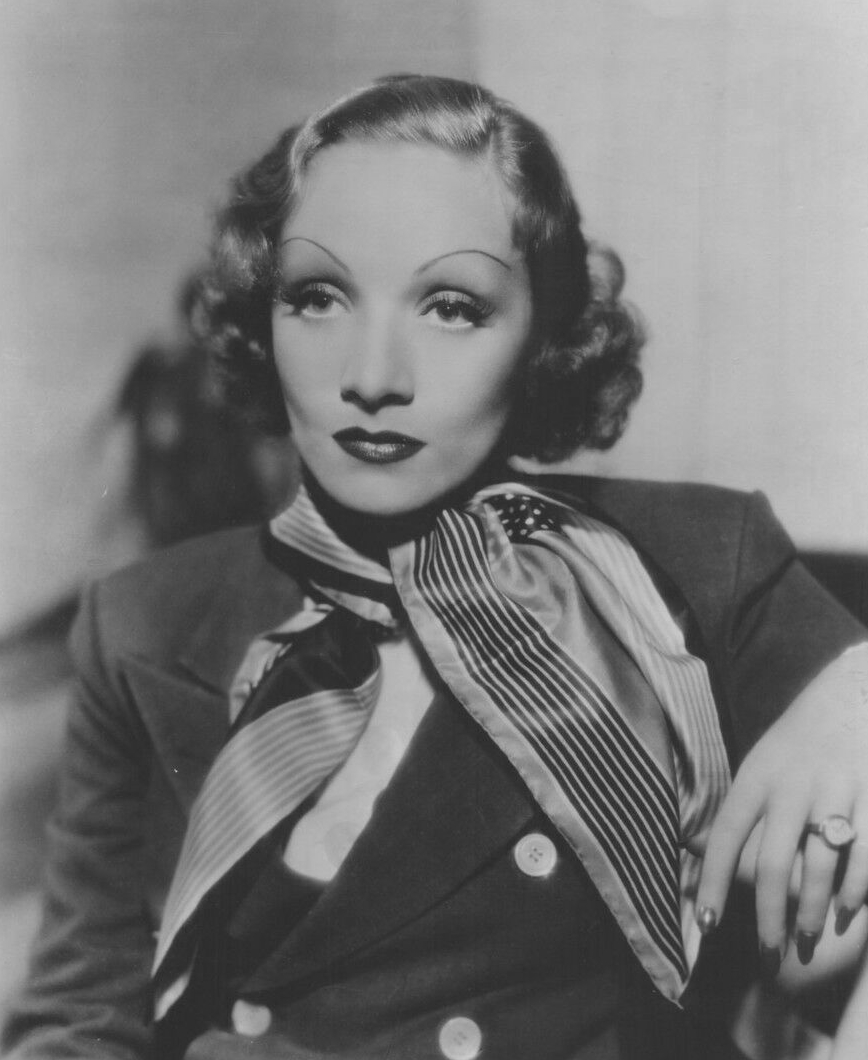
Марлен Дитрих
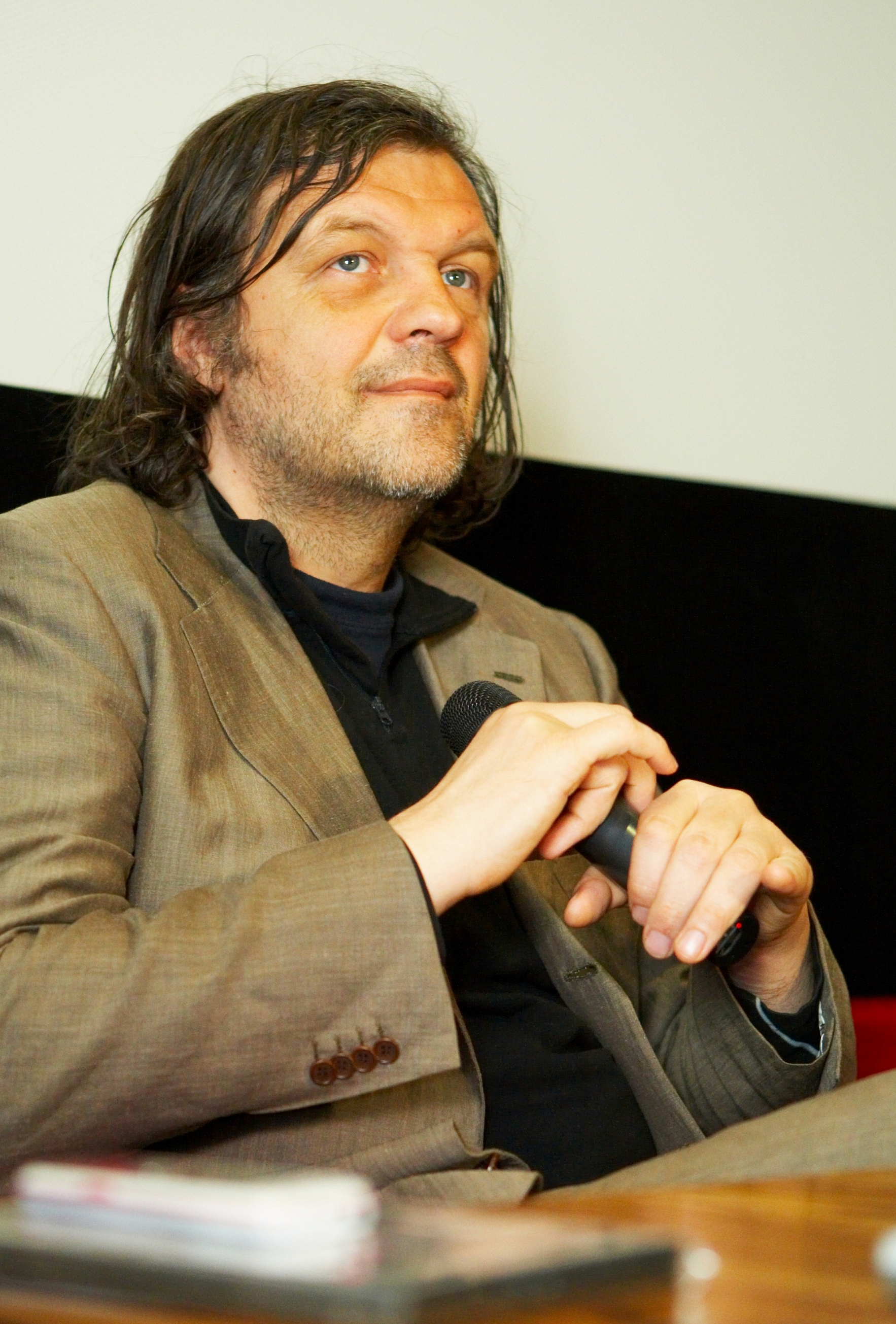
Эмир Кустурица
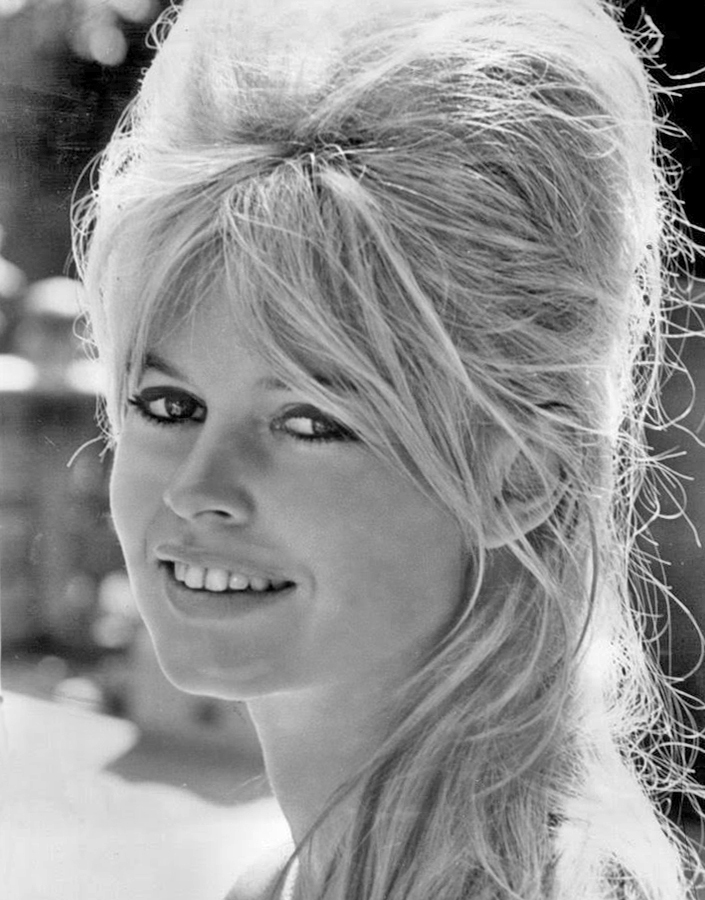
Бриджит Бардо
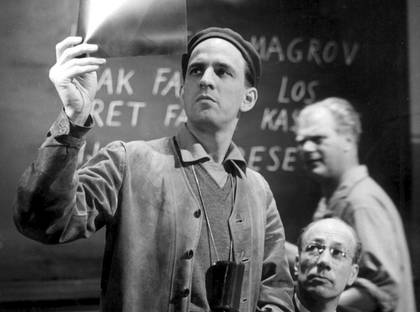
Ингмар Бергман, первый президент Европейской киноакадемии
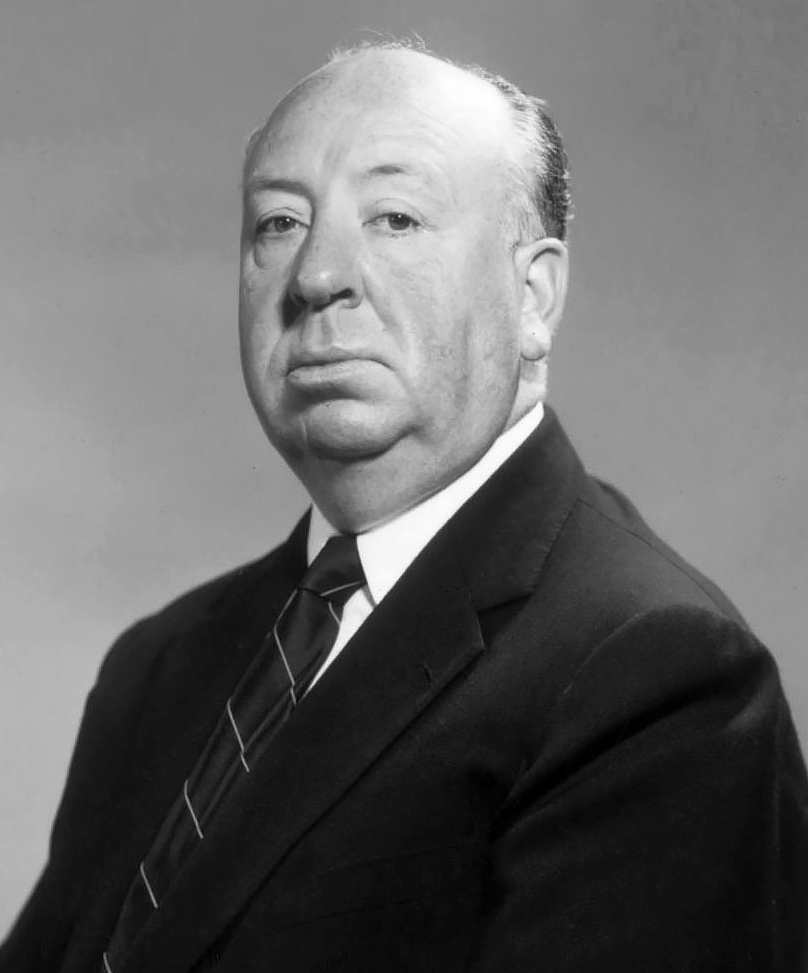
Альфред Хичкок
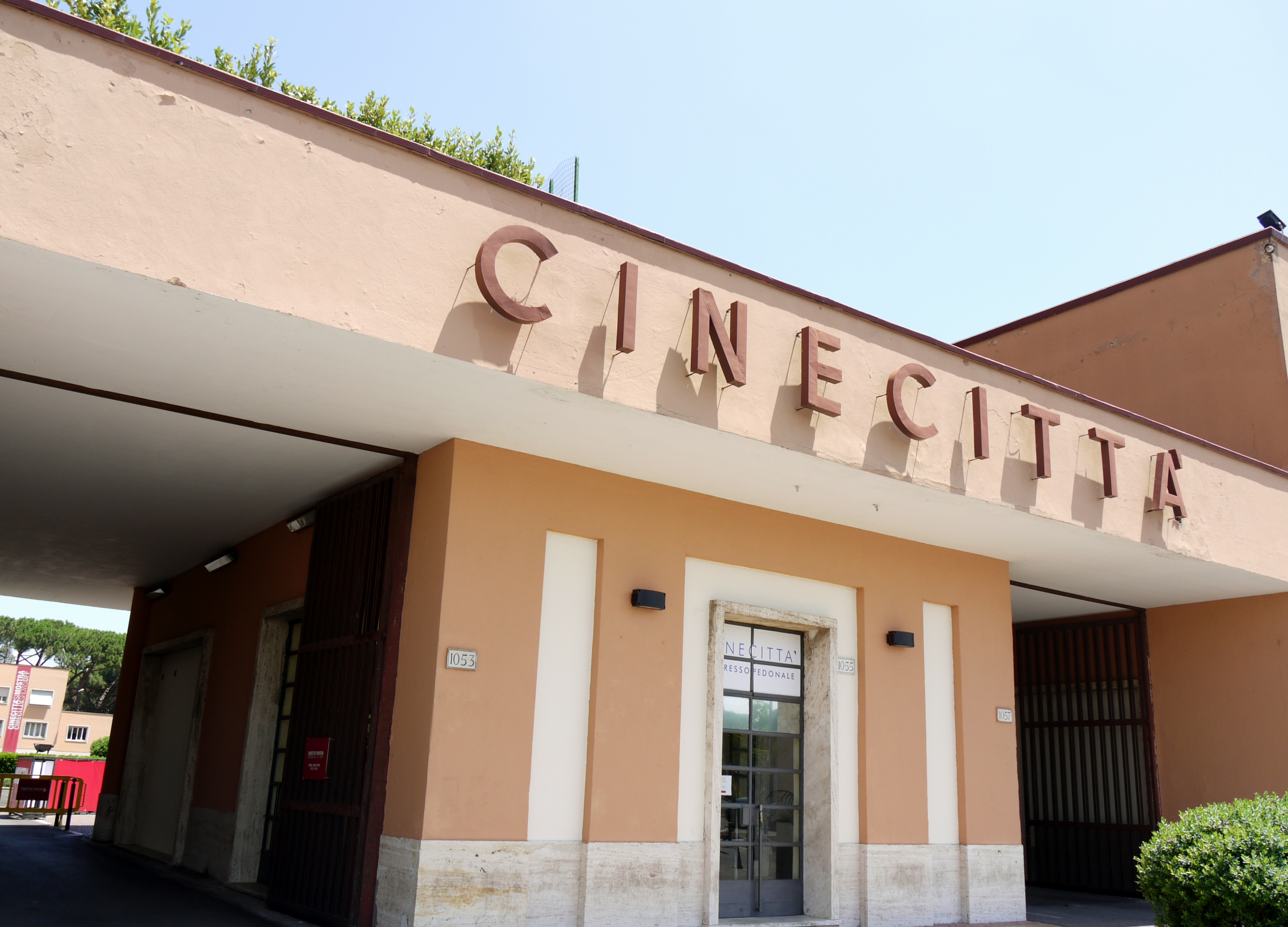
итальянская киностудия Чинечитта

### Средневековая наука

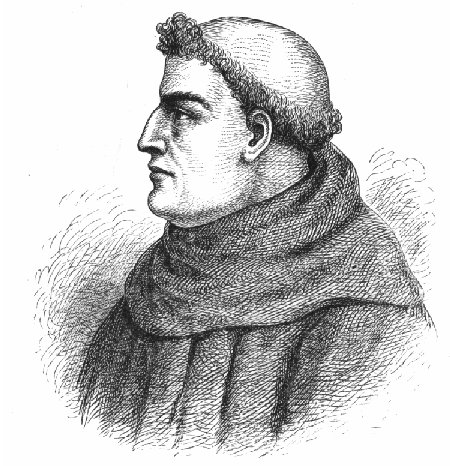
Роджер Бэкон

### Наука эпохи Возрождения

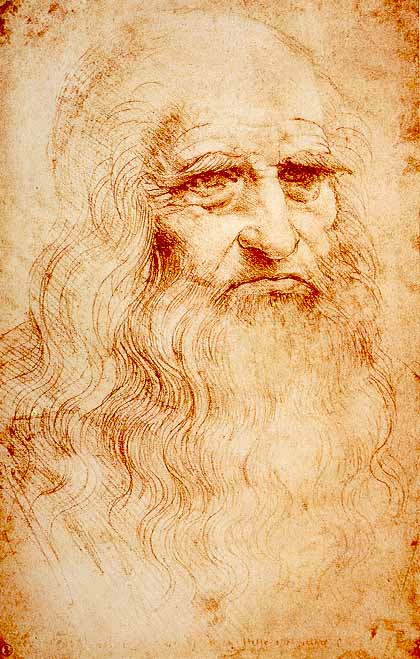
Леонардо да Винчи

### Современная наука

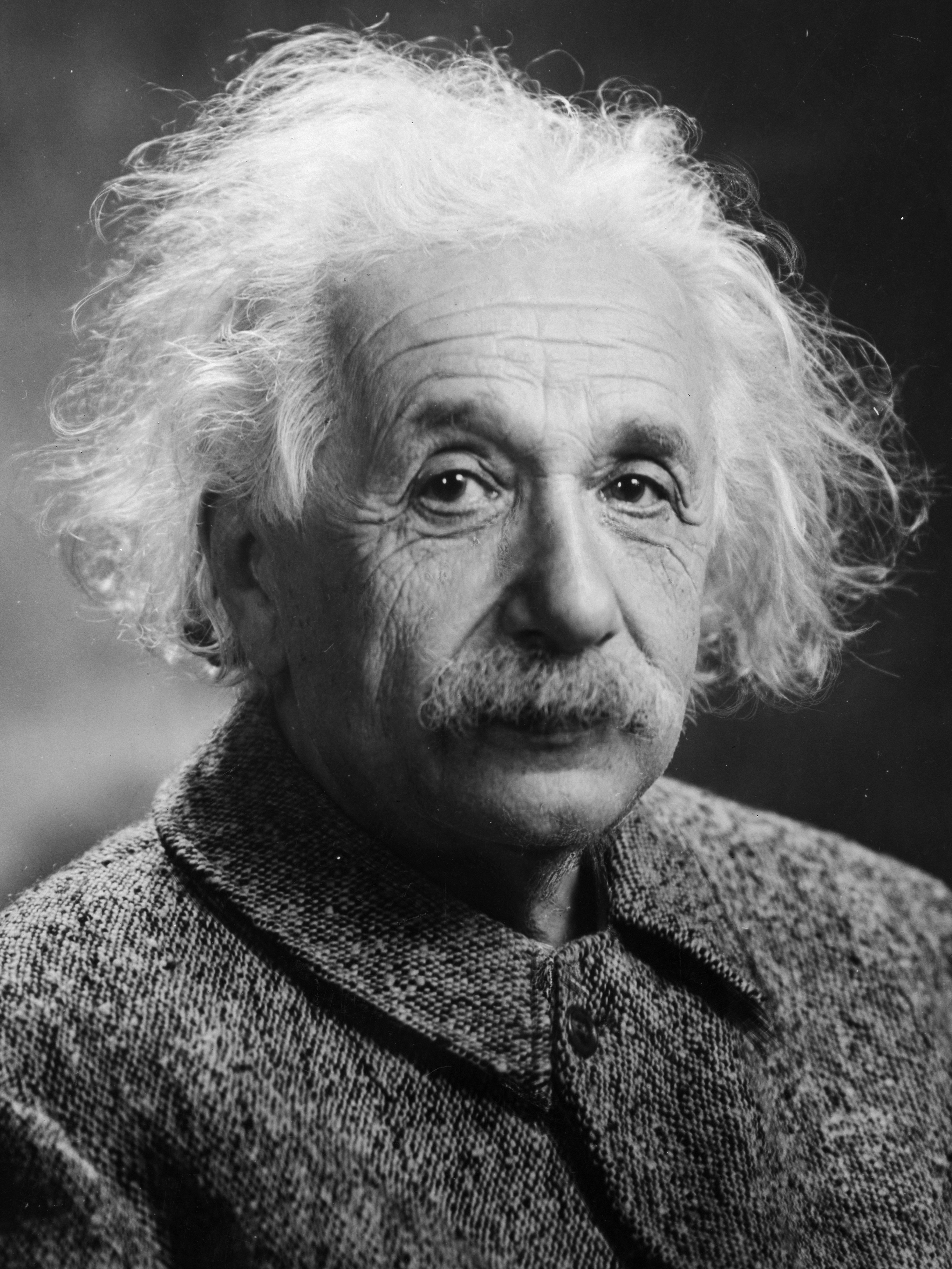
Альберт Эйнштейн

## Философия

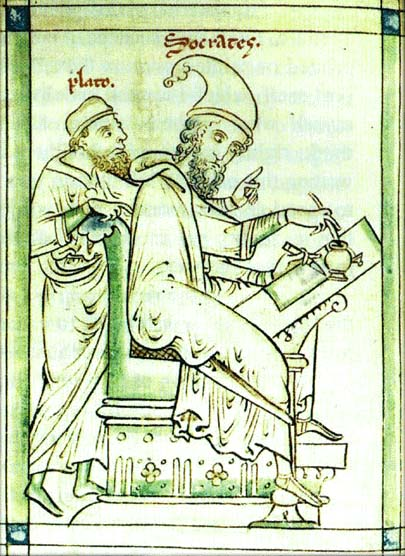
Картина с изображением Сократа и Платона в античный период

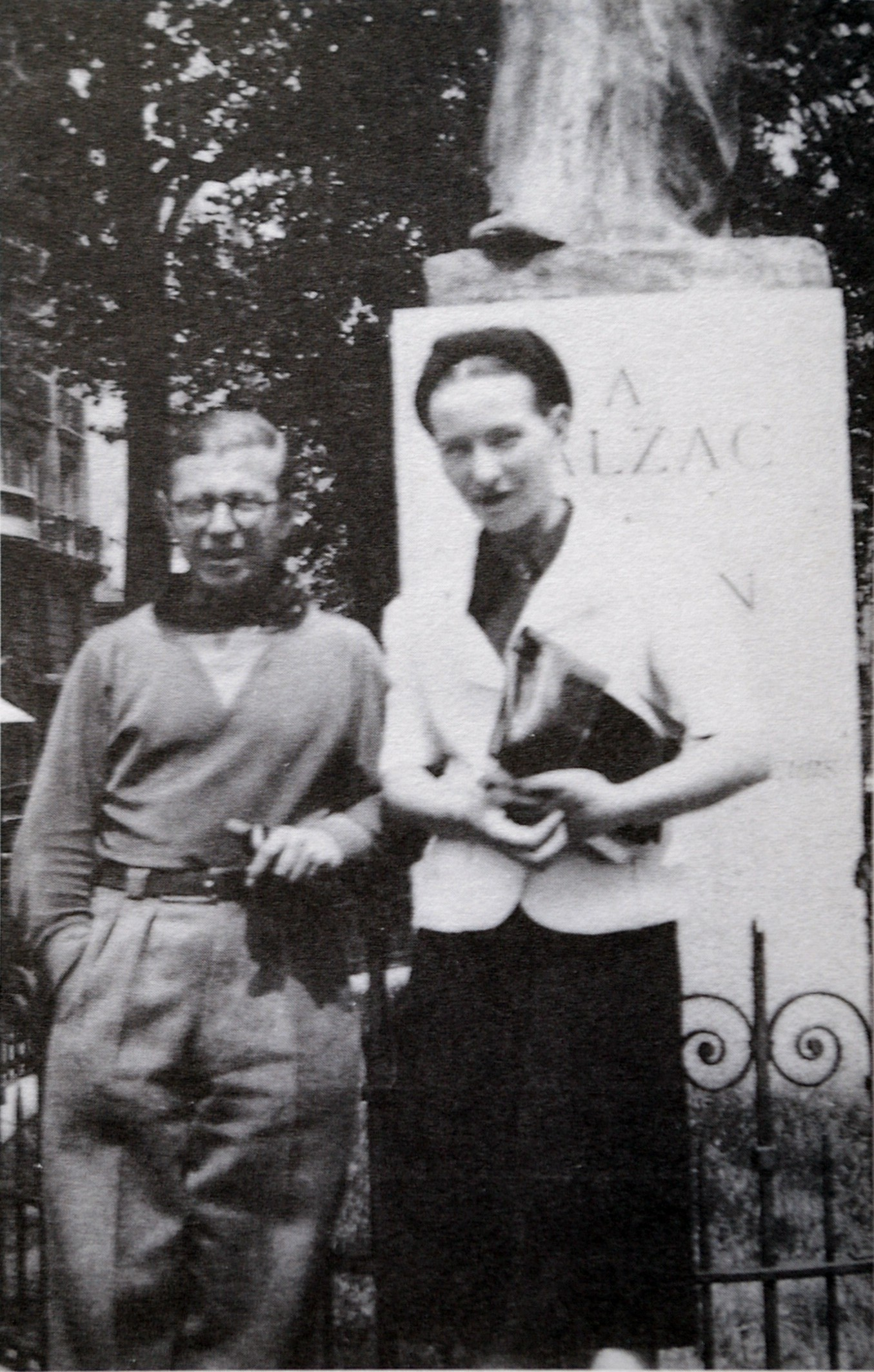
Жан-Поль Сартр и Симона де Бовуар у мемориала Бальзака